# Art nouveau à Liège
 (septembre 2024).

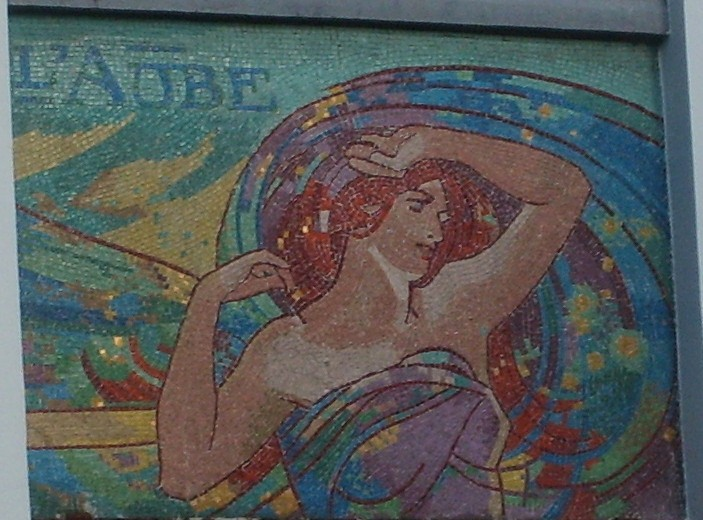
Mosaïque de la Villa l'Aube

La ville belge de Liège compte plus de 200 maisons de style Art nouveau ou en comportant certains éléments.
Ces immeubles ont été bâtis principalement au sein de quartiers en formation à la fin du XIXe siècle et au début du XXe siècle comme les quartiers de Fragnée, Fétinne, jardin botanique, Saint-Gilles, Sainte-Marguerite, Cointe et le nord d'Outremeuse. La première de ces réalisations est la Maison Bénard construite dès 1895 par Paul Jaspar qui était le beau-frère de Paul Hankar, un des architectes précurseurs de l'Art nouveau à Bruxelles. D'autres architectes lui emboîtèrent le pas. Les plus actifs à Liège furent Paul Jaspar, Maurice Devignée et surtout Victor Rogister, auteur d'une vingtaine d'immeubles de ce style. Certains immeubles furent érigés en séquences ou ensembles de plusieurs maisons contiguës. 
La plupart de ces immeubles sont repris à l'inventaire du patrimoine culturel immobilier de la Wallonie. Huit d'entre eux figurent sur la liste du patrimoine immobilier classé de Liège et deux (la maison Comblen et la villa l'Aube) font aussi partie de la liste du patrimoine immobilier exceptionnel de la Wallonie.
Bien que s'inspirant du courant bruxellois, l'art nouveau liégeois a ses particularités : beaucoup de sculptures sur pierre (principalement des têtes ou des bustes), beaucoup de sgraffites dont certains représentent des scènes professionnelles mais aussi une ferronnerie d'une rare qualité. L'art nouveau liégeois se réfère aussi parfois du style mosan local.
Si on peut se réjouir du bon entretien et des rénovations récentes de certaines maisons du style art nouveau à Liège, il n'en va pas de même pour toutes et on ne peut aujourd'hui que constater l'état de délabrement de plusieurs façades et non des moindres et le démantèlement voire la disparition de nombreux sgraffites et autres ornements, sans compter les nombreux bâtiments ayant été démolis.
Comme partout, la Première Guerre mondiale sonne le glas de l'Art nouveau et fait place, dès les années 1920, au Modernisme et à l'Art déco, styles qu'on retrouve aussi à Liège.

## Liste des maisons Art nouveau à Liège
Voici une liste, non exhaustive, de maisons dont tout ou partie illustre l'Art nouveau à Liège. Elle est organisée par quartier; les immeubles dont les numéros sont en gras figurent aussi dans la liste ci-dessous, par architecte.

### Quartiers Fragnée-Guillemins-Laveu-Jardin Botanique
- Rue Ambiorix nos 7, 9 et 11 (Maisons Dacier)
- Rue des Anges nos 3 et 5
- Rue des Augustins, no 33 (Maison Comblen -  Patrimoine classé)
- Rue de Chestret nos 15 et 20
- Rue Dartois nos 42 (Maison Bacot -  Patrimoine classé) et 44 (Maison Pirnay -  Patrimoine classé)
- Rue Édouard Wacken no 3
- Avenue Émile Digneffe nos 3, 5, 7, 22 (Maison Dubois), 29, 33, 36, 45 et 47
- Rue de Fragnée nos 17, 35, 37 et 59/61
- Place des Franchises nos 14 et 18
- Place du Général Leman nos 19, 21, 23, 25, 35, 37 et 39
- Rue des Guillemins nos 41 à 45
- Rue de Harlez no 14
- Rue Henri Maus nos 44, 56/58 (Maisons Joachims), 72 et 167 (Maison Demblon)
- Rue du Jardin botanique nos 34 (Maison du docteur Janssens-Lycops -  Patrimoine classé) et 39 (Maison Jules Alexandre)
- Rue du Laveu no 28 (Maison Moonen)
- Quai de Rome nos 9 et 92
- Rue de Rotterdam nos 31 (Maison Michel) et 38
- Rue de Sélys nos 17 (Maison Piot -  Patrimoine classé) , 25 et 27
- Rue de Serbie nos 19/21
- Rue Sohet no 13 (Maison Questienne)
- Rue du Vieux Mayeur nos 31, 38 (Maison Van der Schrick) , 42/44 (Maison Jaspar) , 43, 46, 49, 50 (Maison Hanot), 51, 53 et 55

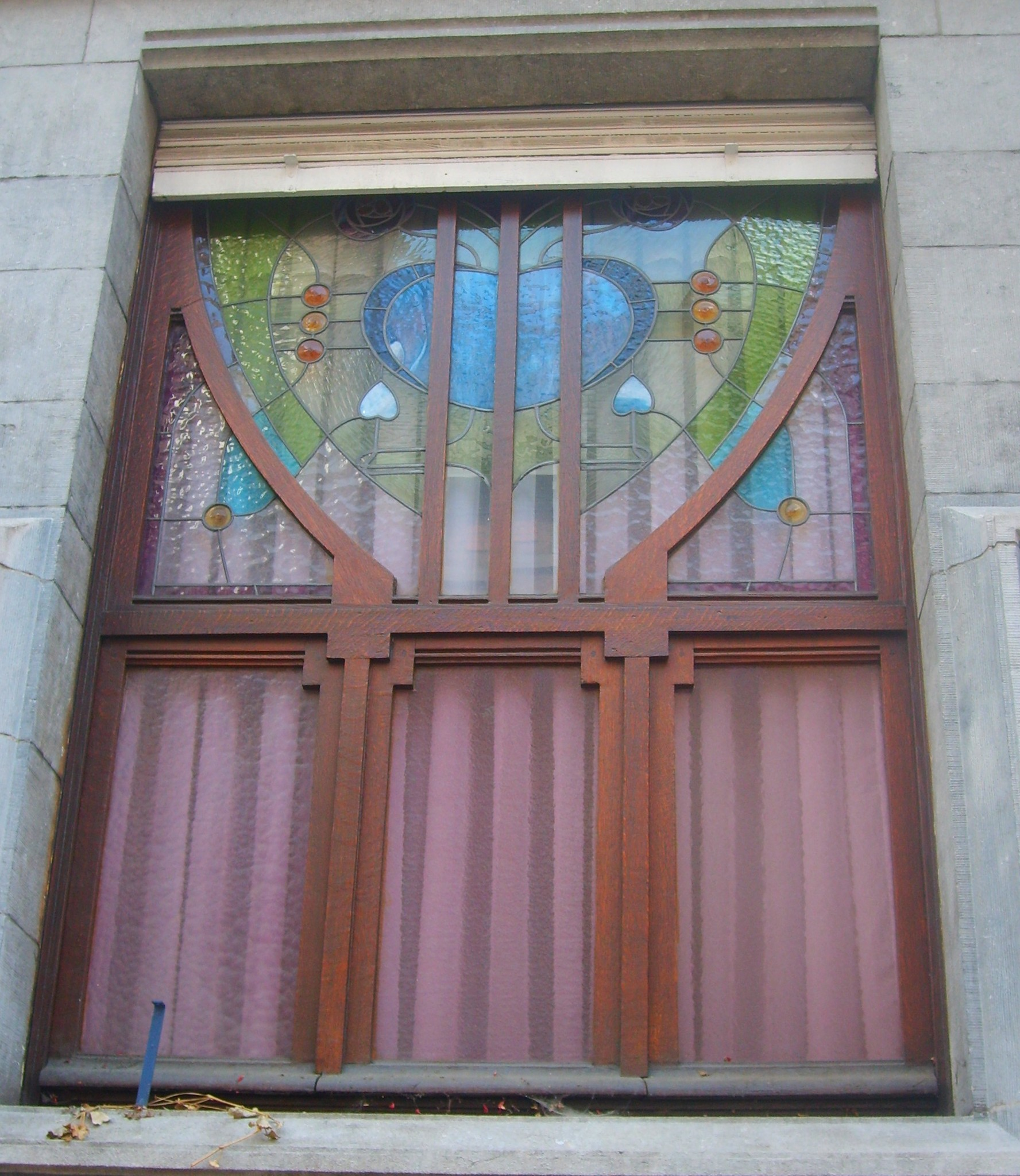
Maison Piot
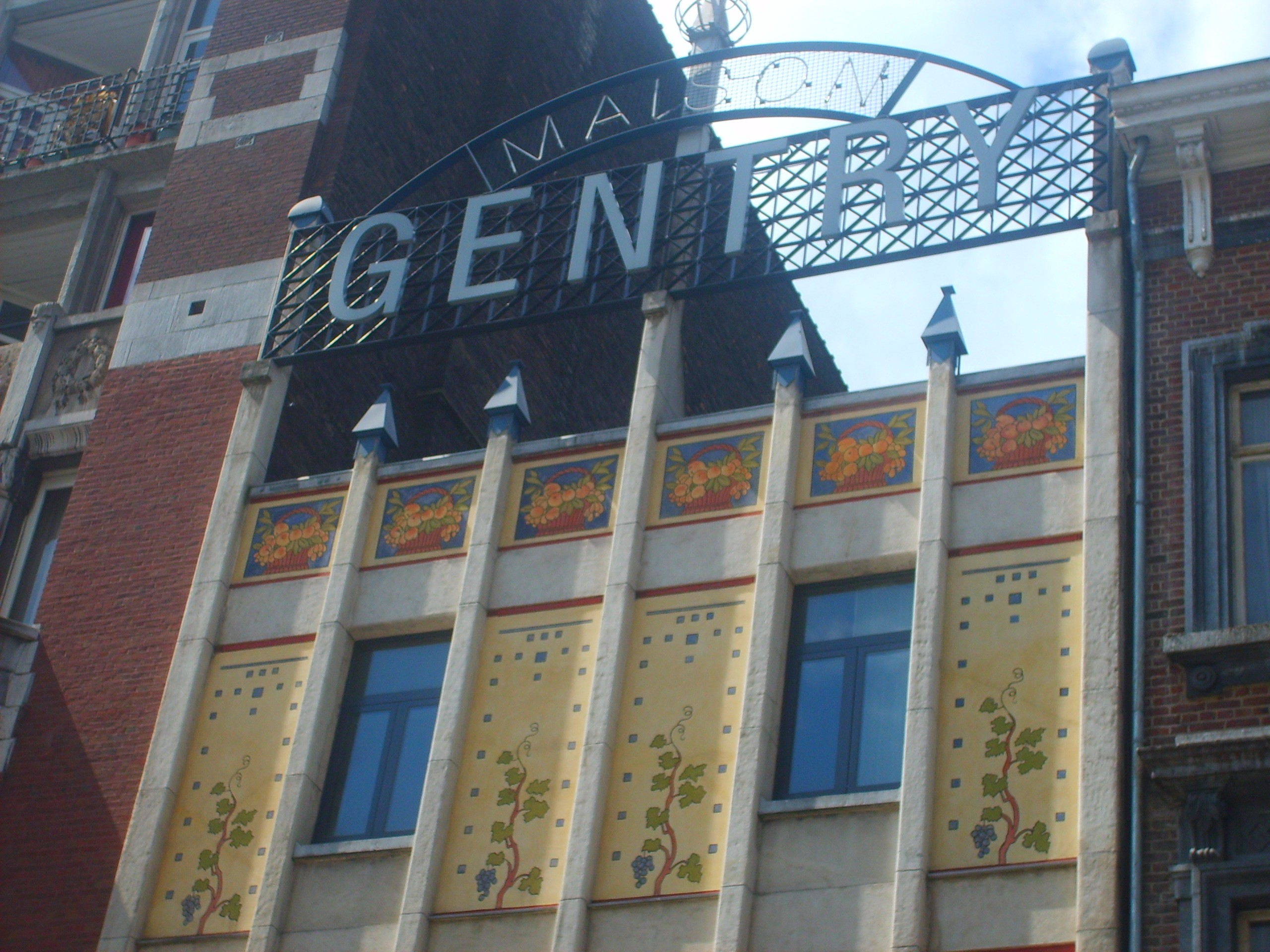
Maison Bacot
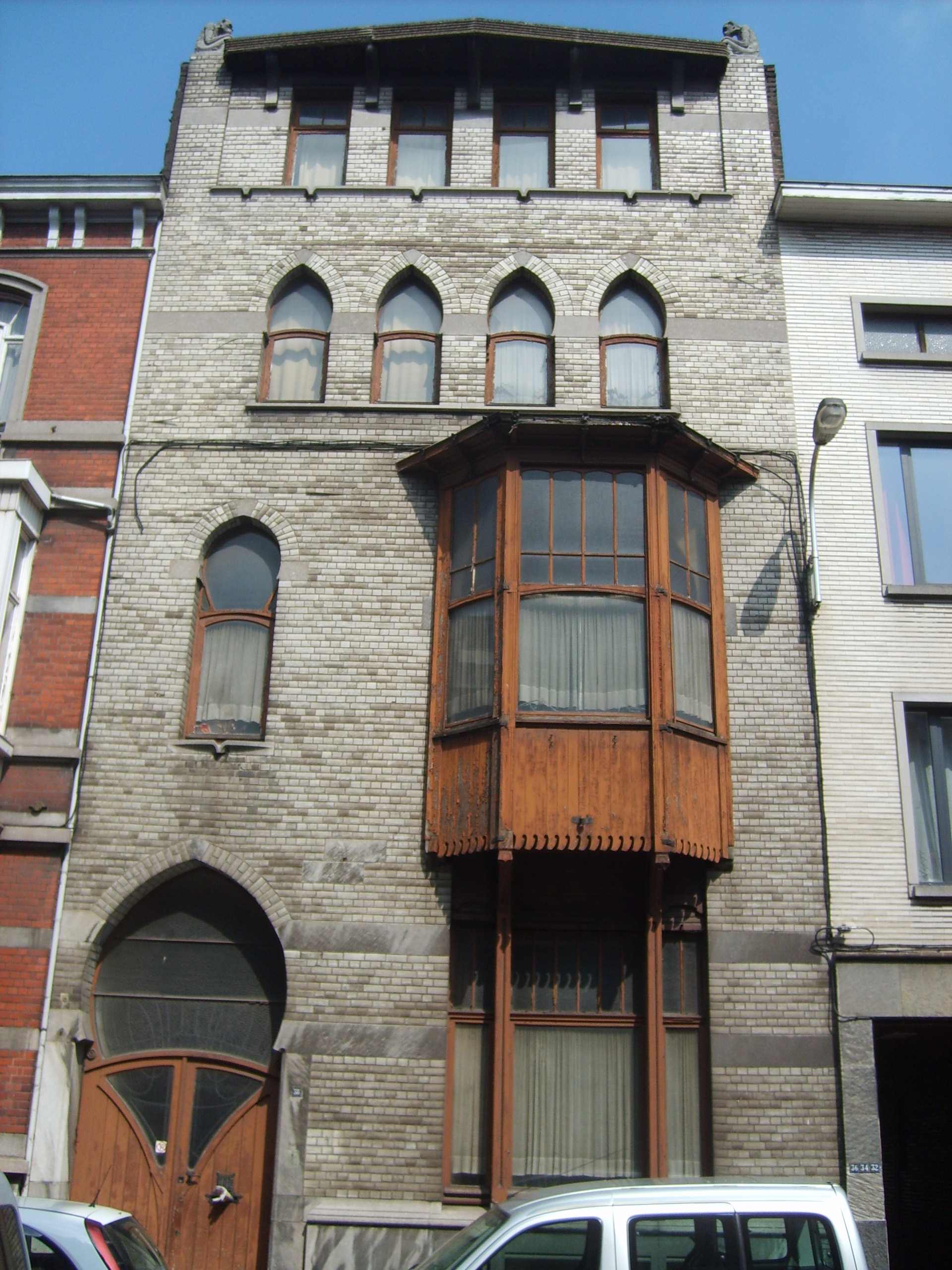
Maison Van der Schrick
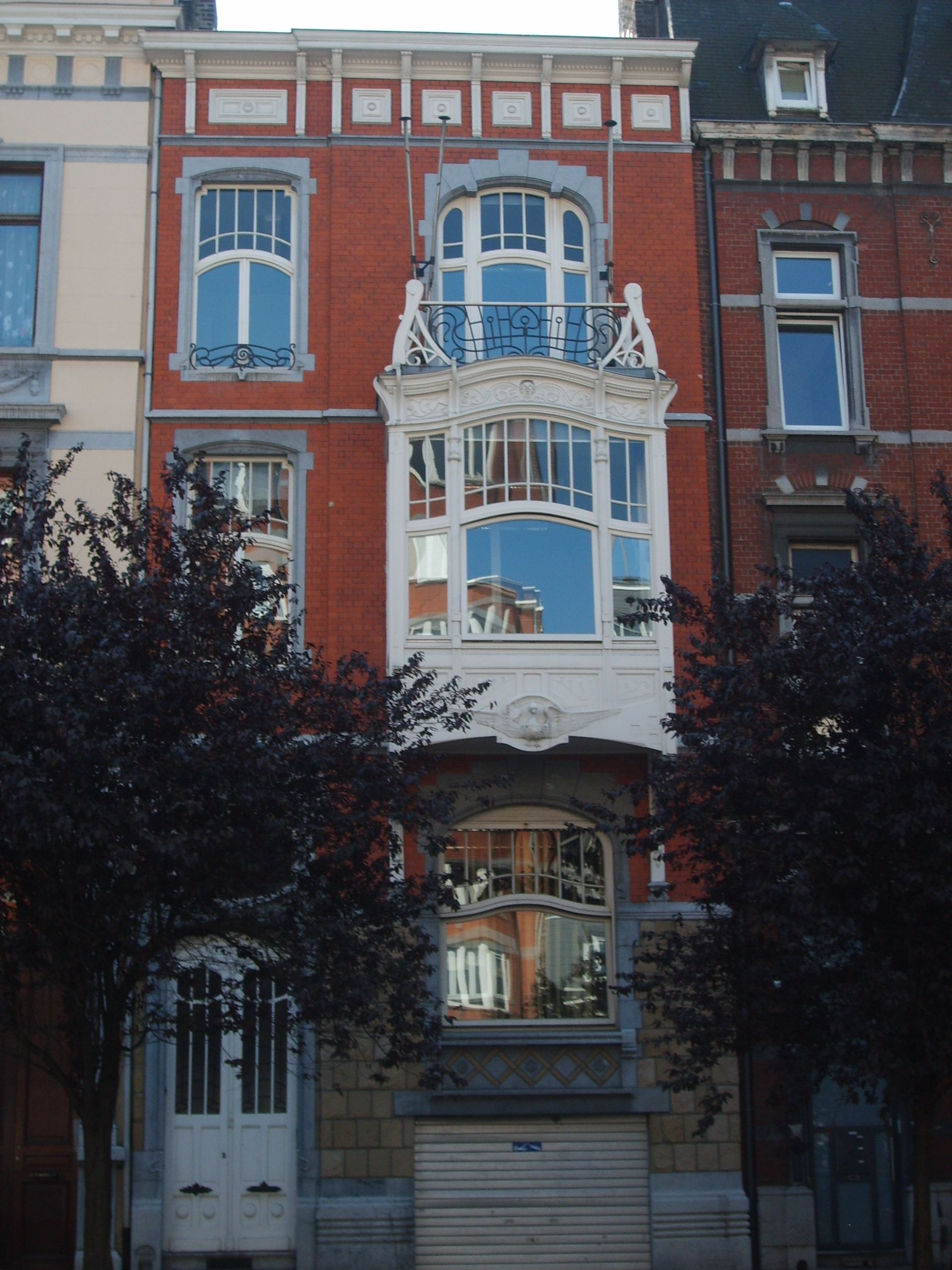
Maison Dubois

### Quartiers Saint-Gilles-Sainte-Marguerite-Centre-Nord
- Rue Auguste Donnay n° 74
- Rue des Bayards no 46 (Maison Sévart)
- Rue de Campine no 338
- Rue de la Cathédrale nos 4 et 63 (Ancien magasin Wieser, ex Humblet)
- Rue César Franck nos  20, 22, 28 et 32
- Rue du Coq nos 64 et 80
- Rue Destriveaux no 22 (Maison aux Chouettes)
- Rue Dony nos 2 et 4 (Maisons Talbot)
- Rue de l'Enclos nos 13 et 15
- Rue Éracle nos 61 à 71
- Rue Étienne Soubre nos 26, 29, 31 et 33 (Séquence Crahay)
- Féronstrée nos 131 à 135
- Rue Fond-Pirette no 133
- Rue Frère-Michel no 18 (Maison Veuve Crahay)
- Rue Goswin no 39
- Rue Grandgagnage nos 12 (Hôtel Verlaine -  Patrimoine classé) et 16/18 (ancienne fabrique d'armes Sévart)
- Rue Jean Bury nos 1/3/5
- Rue Henri Blès nos 3, 4, 5 (Maison Velu), 6, 10, 11, 12, 13 et 17
- Jonruelle no 1 et 59
- Rue Lambert-le-Bègue nos 13/15 (Maison Bénard)
- Rue Léon Mignon nos 11 à 27 (Séquence Nusbaum)
- Rue du Limbourg no 24 et 28
- Rue Lonhienne no 17
- Montagne Sainte-Walburge nos 34/36 (Maisons Thiriart)
- Rue de Moresnet no 12
- Rue Patenier nos 13, 21, 23 et 29
- Rue Publémont no 18
- Rue Ramoux nos 1/3 (Maisons Lapaille-Philippe), 24 et 29 (Maison Rogister (Rue Ramoux))
- Rue Rutxhiel nos 5 et 7
- Rue Saint-Gilles nos 100 (Maison Magis -  Patrimoine classé), 125, 295, 299 (Maisons Lapaille-Philippe) et 301
- Rue Saint-Léonard nos 189 et 369
- Rue Saint-Séverin nos 26 (Maison Lapaille), 28 et 36
- Rue des Sorbiers no 35 (Maison Mouton)
- Rue Stappers no 3
- Rue du Stalon no 7
- Quai Sur-Meuse no 17 (devanture du café Lequet)
- Rue des Urbanistes no 10 (Hôtel Les Acteurs)
- Rue du Vertbois no 15
- Rue Vivegnis nos 2, 209, 211, 213, 215, 251 (grilles) et 385
- Rue Wazon nos 7/9, 43, 45, 47 et 64

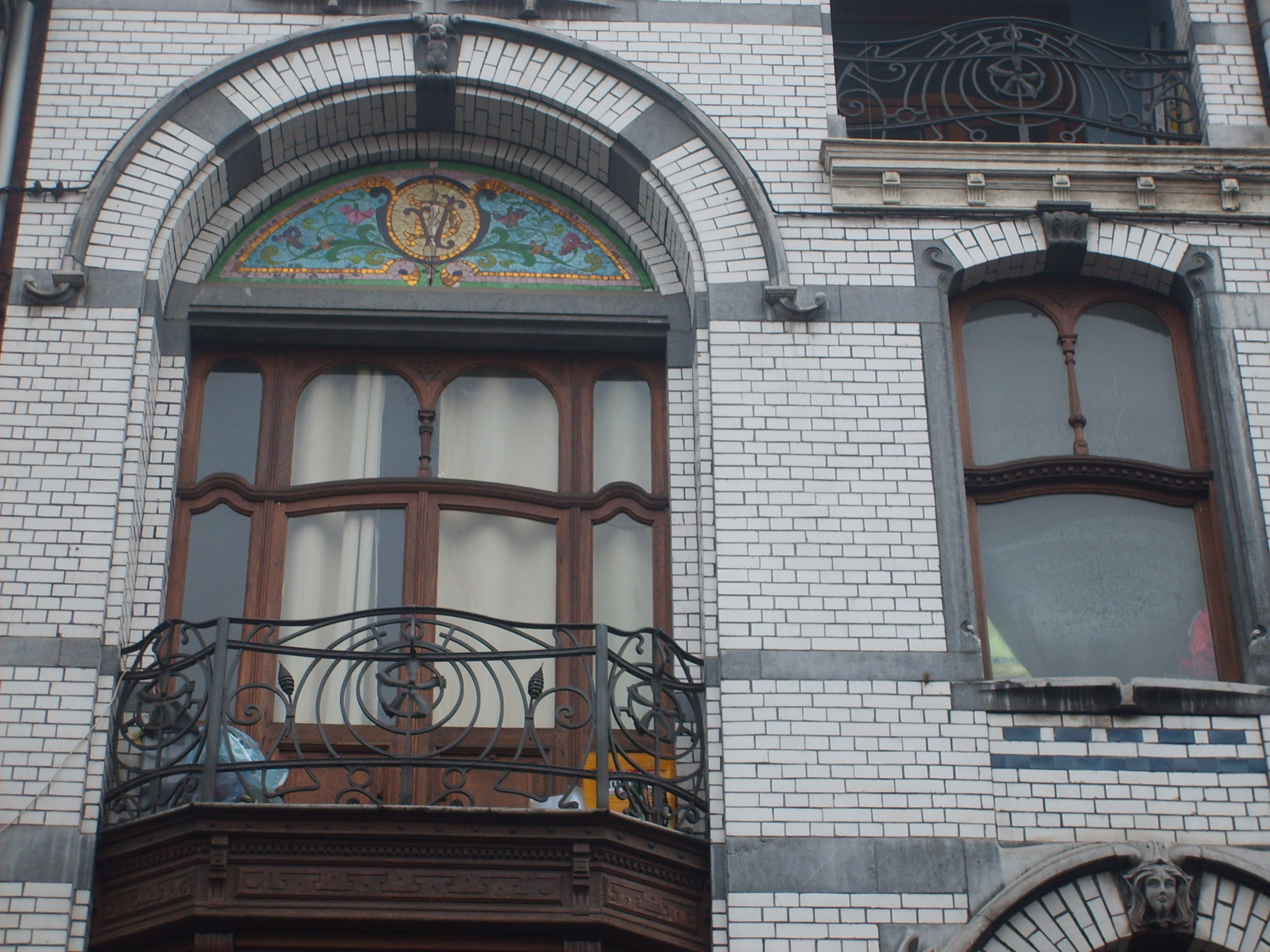
Hôtel Verlaine : détail
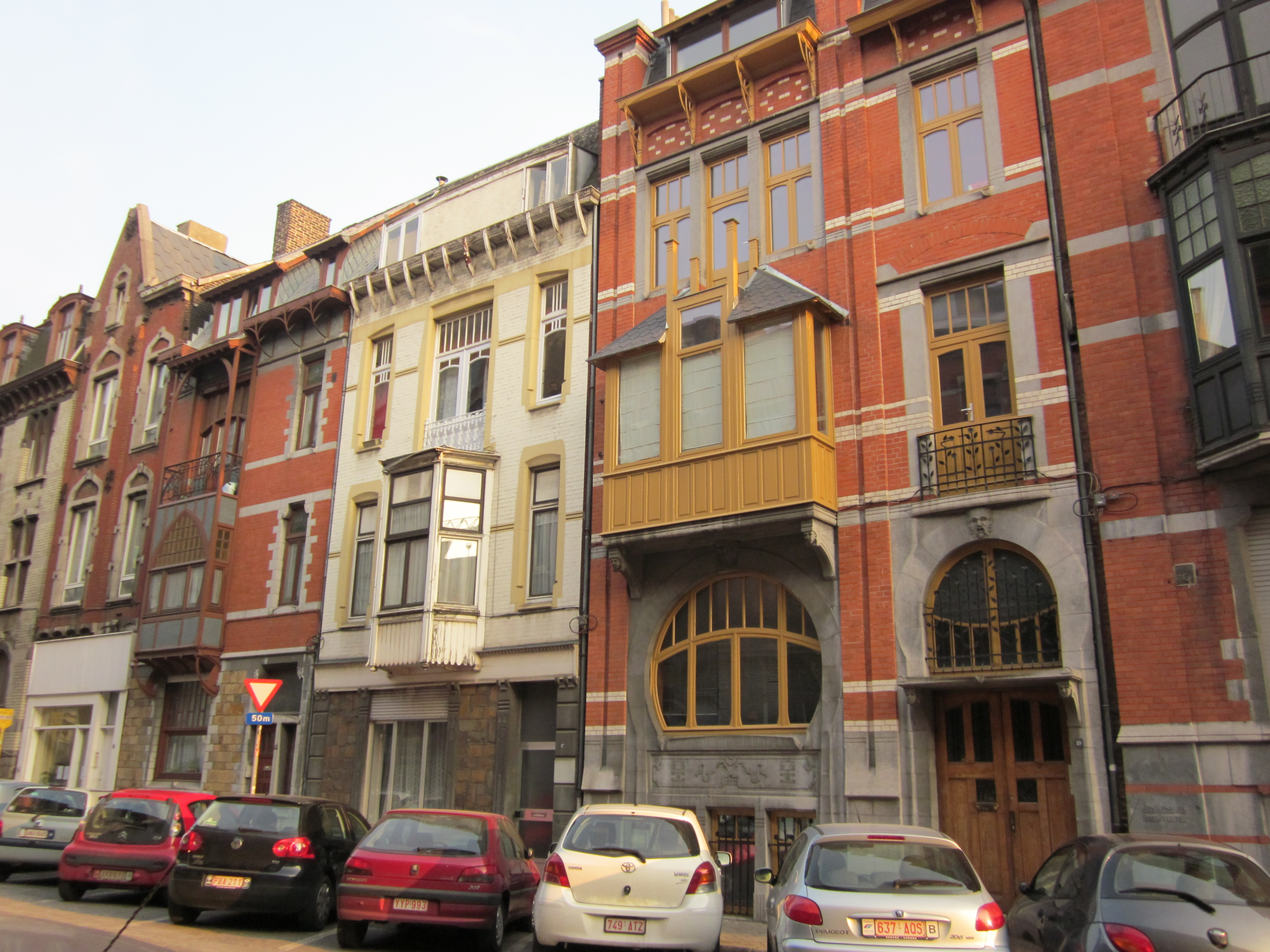
Séquence Nusbaum, rue Léon Mignon
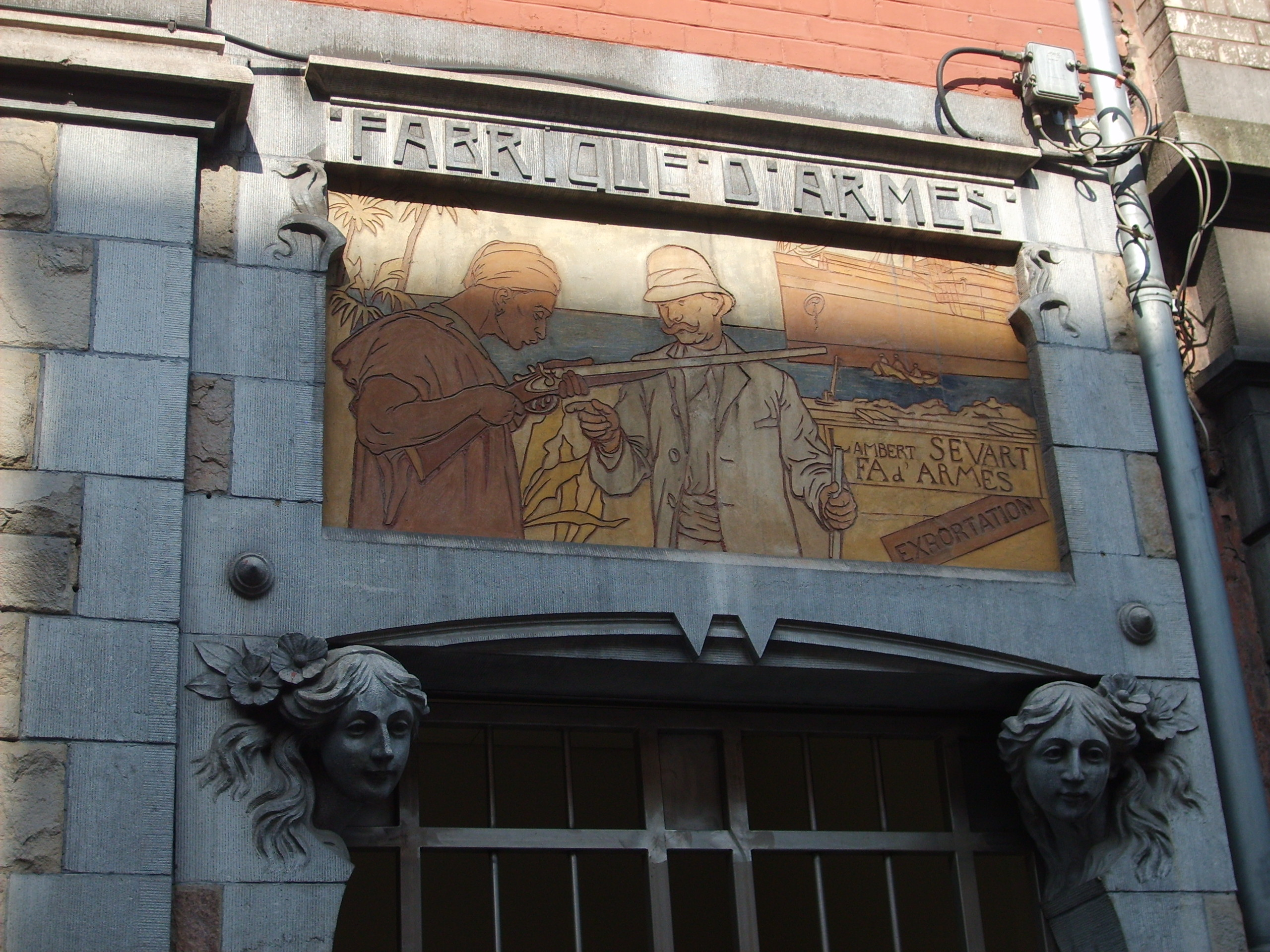
Sgraffite de la fabrique d'armes Sévart
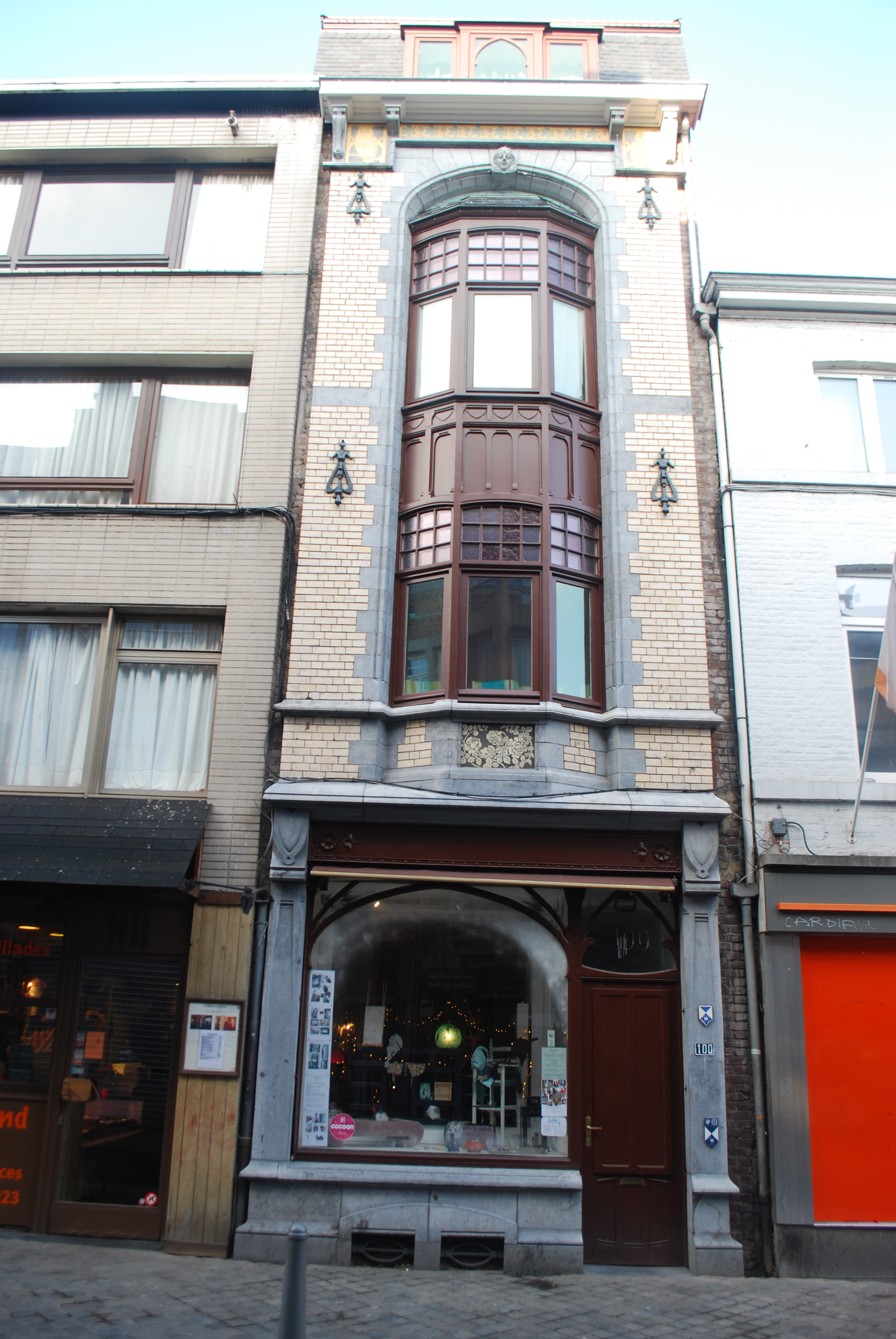
Maison Magis
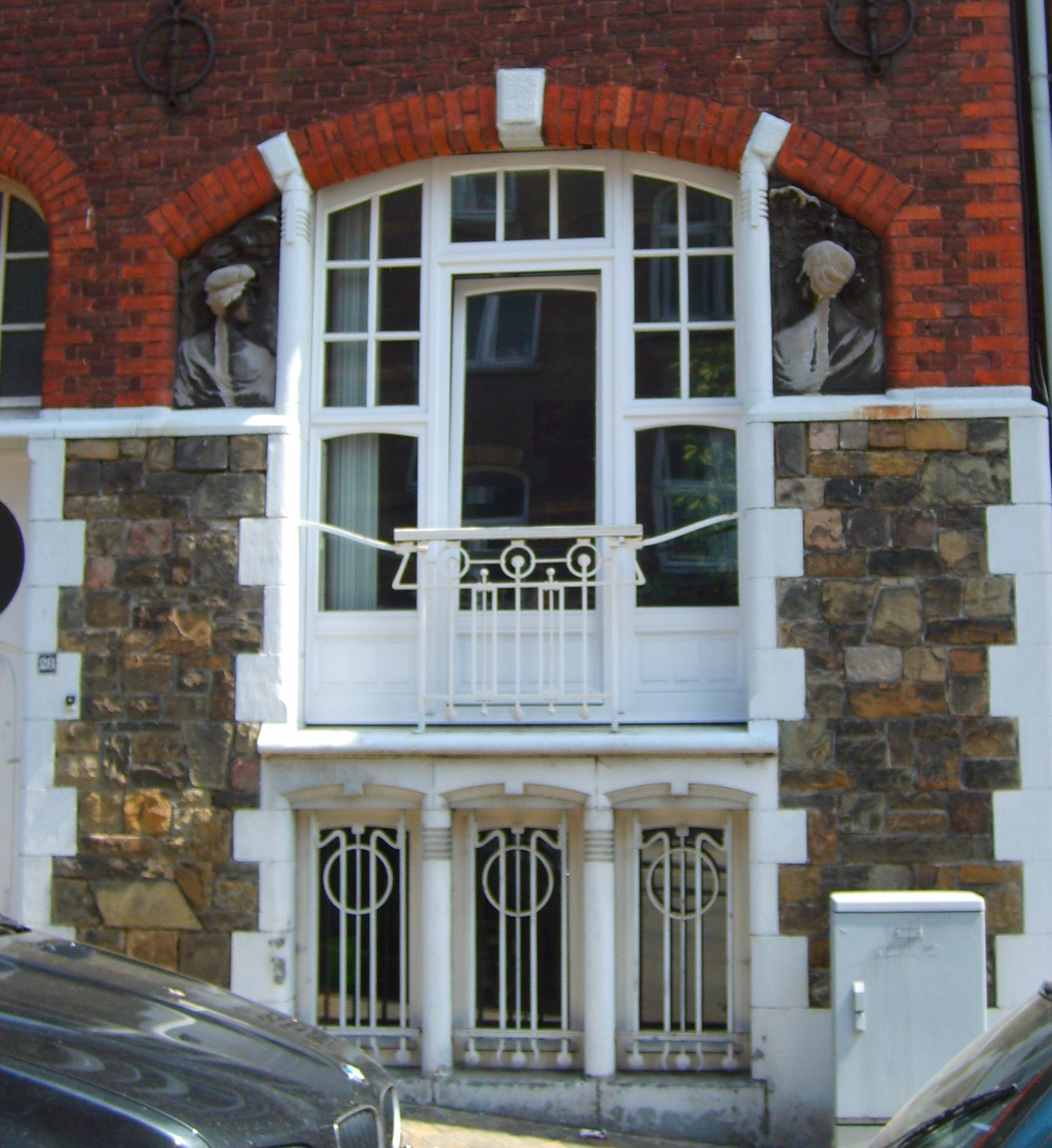
Maison Rogister (Rue Ramoux)

### Quartiers Outremeuse-Boverie
- Rue de la Commune nos 3, 24, 26 (Maison Poilvache), 30 (Maison Steenebruggen) et 32
- Place du Congrès nos 19 (Maison Counet) et 24
- Boulevard de la Constitution nos 6 et 8
- Rue de l'Enseignement nos 10, 29 et 33
- Rue Ernest de Bavière nos 4, 9 (Maison Henri Alexandre), 14, 15, 16 (Maison Respentino),17 (Imprimerie Lambotte) et 19 (Maison Defeld)
- Boulevard de l'Est no 16 (Maison Meyers)
- Rue Georges Simenon nos 14 et 45 (Maison David)
- Rue Henri de Dinant no 17
- Rue Jean d'Outremeuse nos 84, 86, 88, 90, 98, 99 et 100
- Rue de la Justice nos 11 (Maison Demanet) et 13
- Rue Léon Frédéricq nos 4 et 42
- Rue de la Liberté nos 6 et 33
- Rue du Parc nos 49 (Maison Brasseur-Bodson), 51  et 55 (Maison Bottin)
- Rue du Parlement nos 2 et 6/8 (Maison aux Aztèques)
- Rue de la Province no 23
- Rue Renoz no 18
- Rue Saint-Éloi nos 4 (Maison Corombelle) et 16
- Rue Saint-Julien nos 2, 8 (Maison Platteau) et 18
- Boulevard Saucy nos 17 (Maison Antverpia) et 27
- Quai Van Beneden no 6 (Maison Charles Magnette)

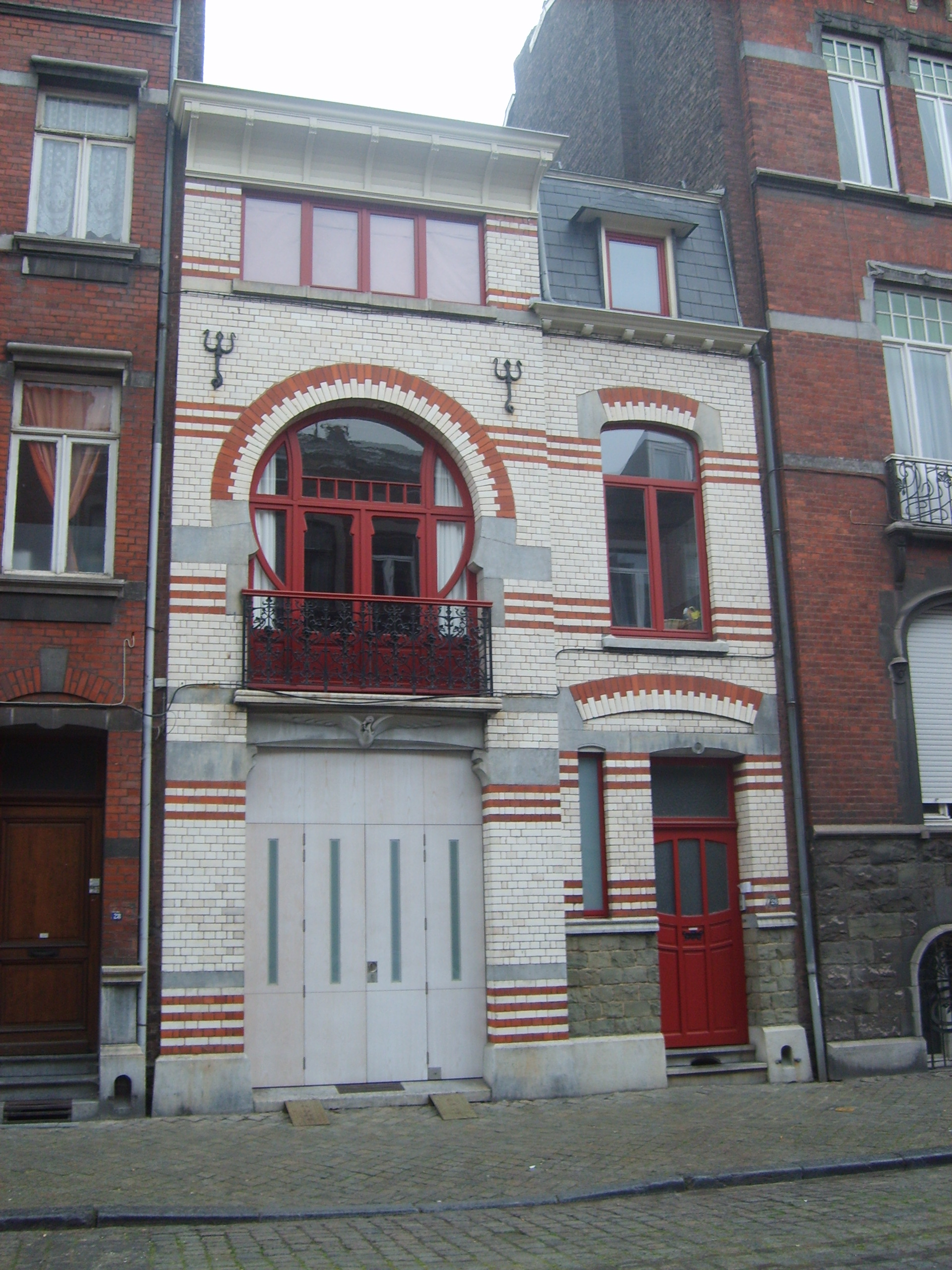
Maison Poilvache
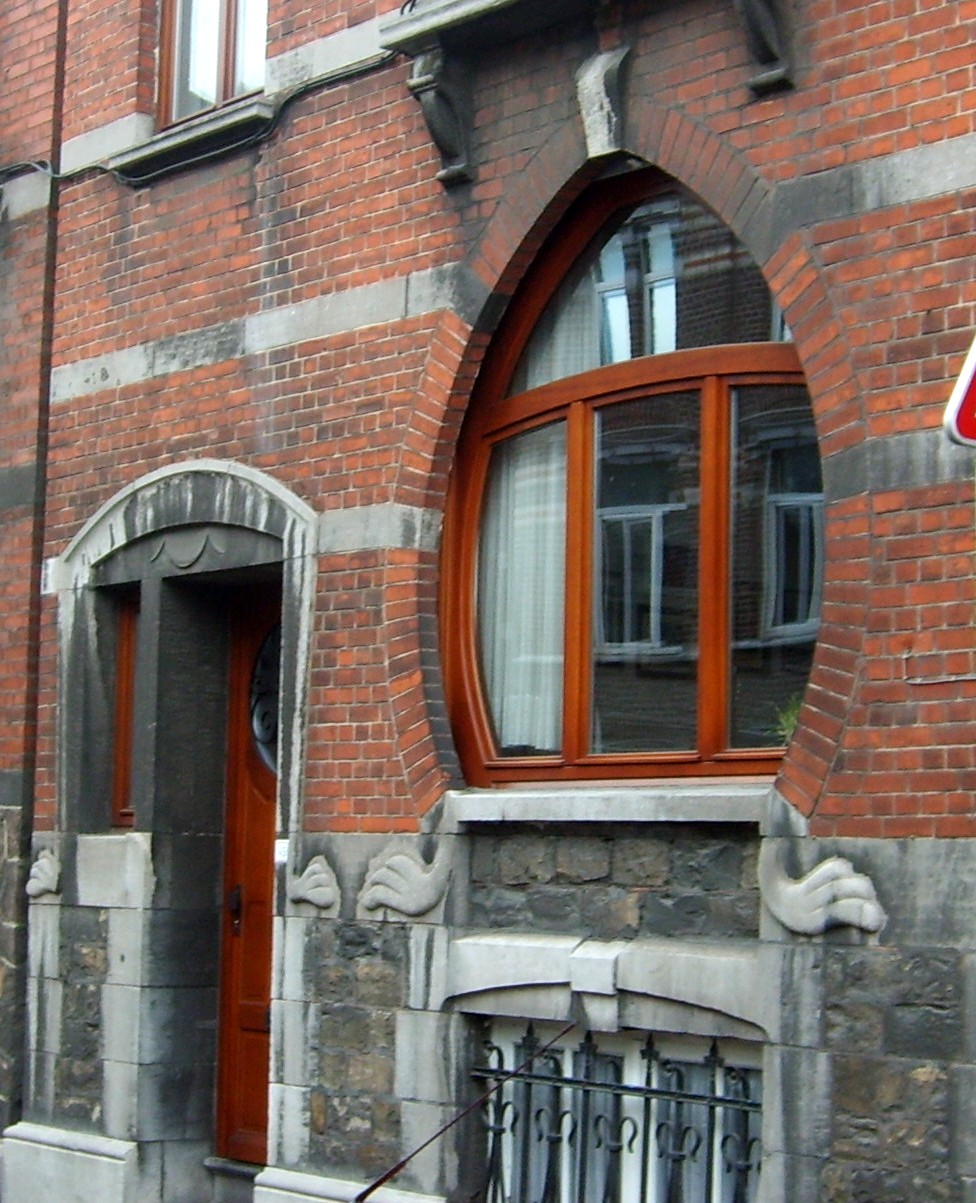
Maison David
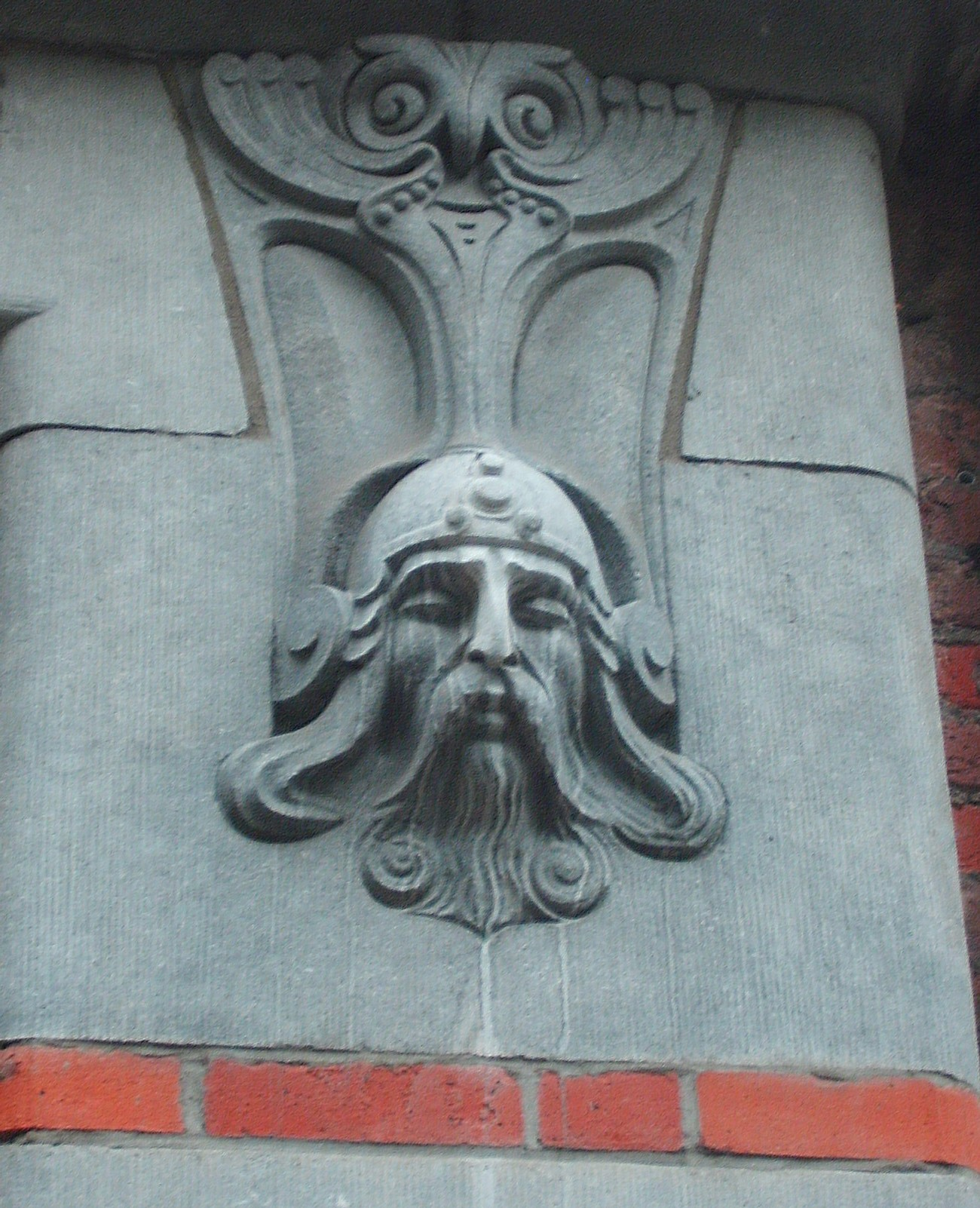
Maison Defeld : détail
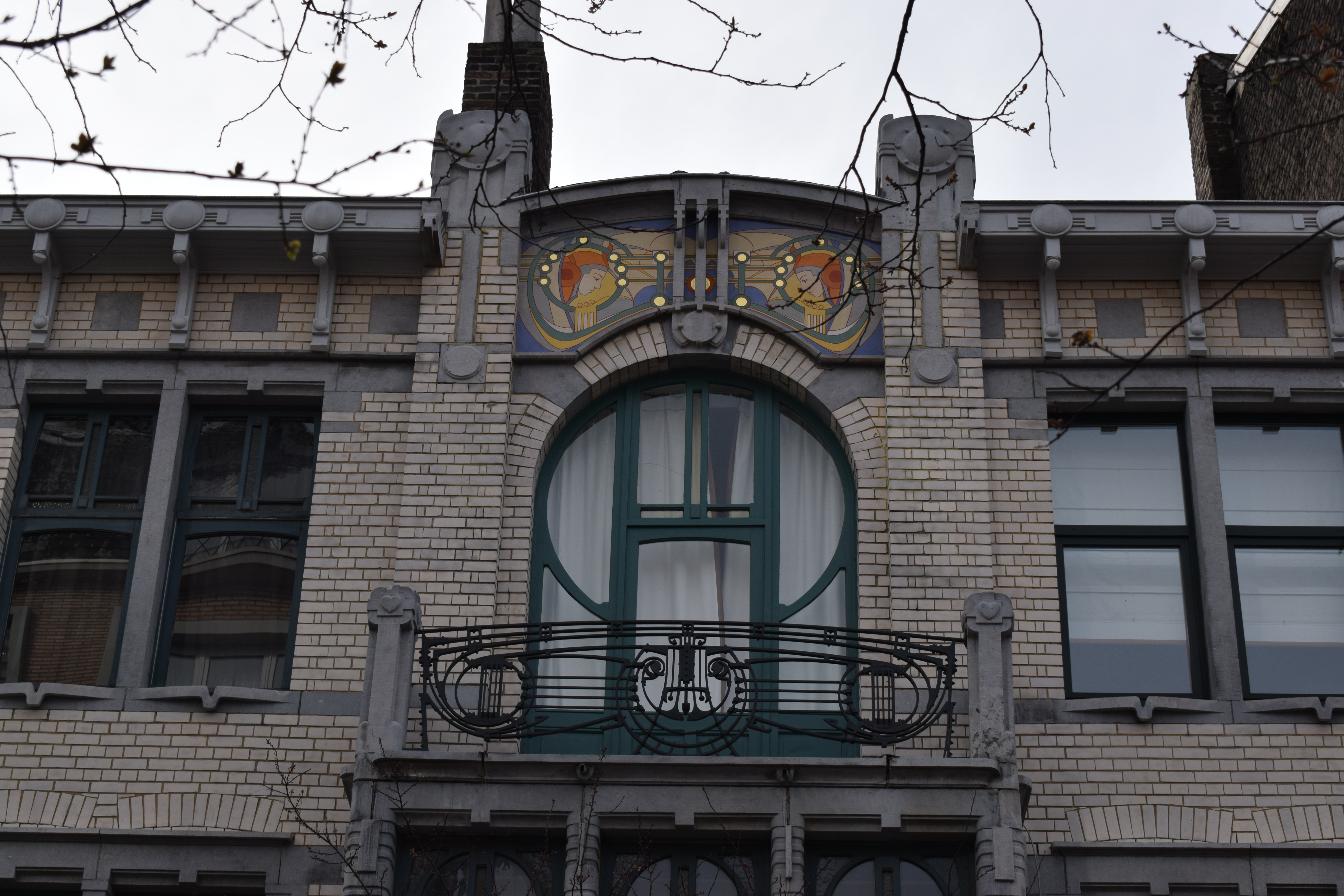
Maison aux Aztèques
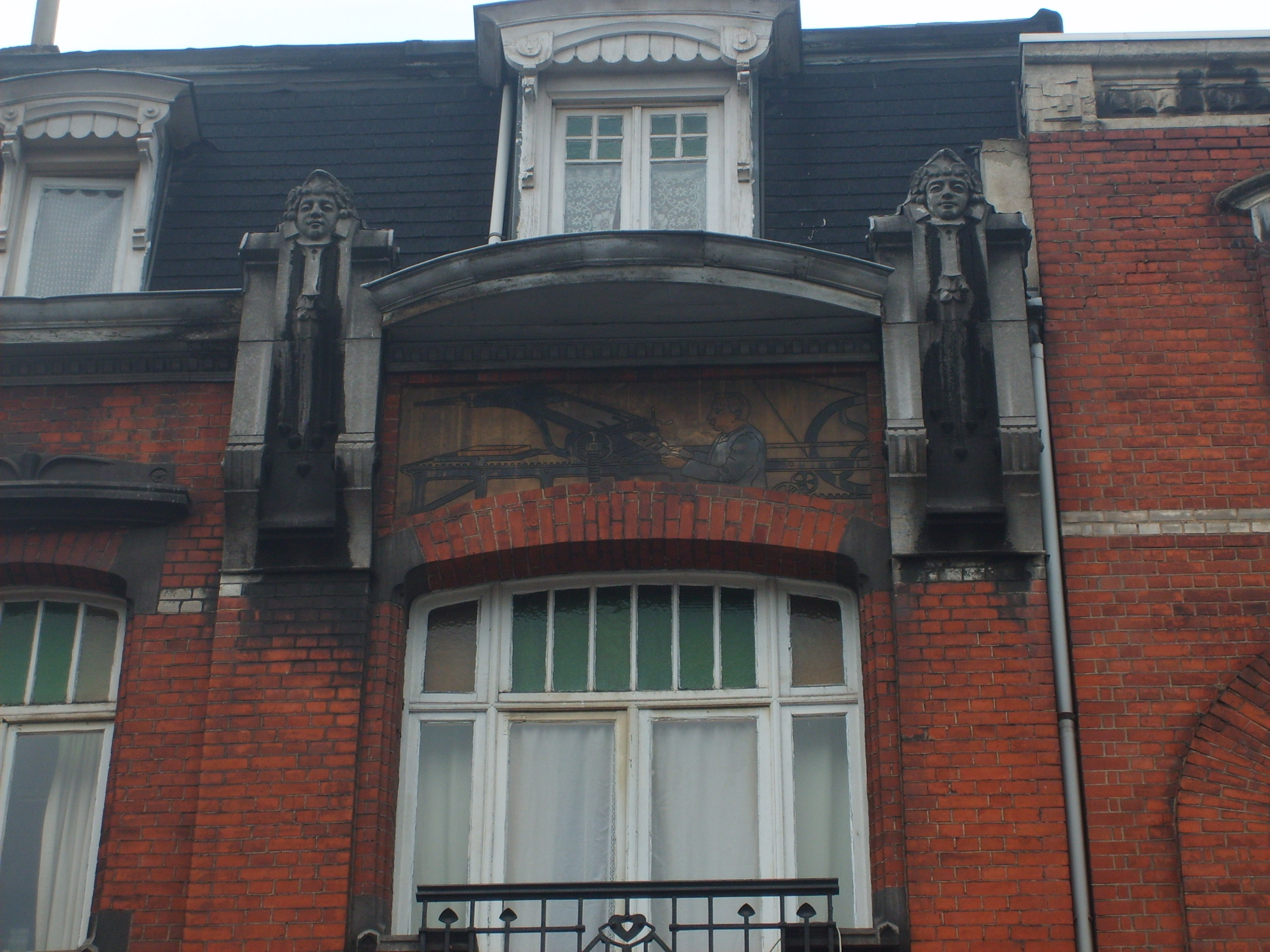
Maison Corombelle : sgraffite L'imprimeur
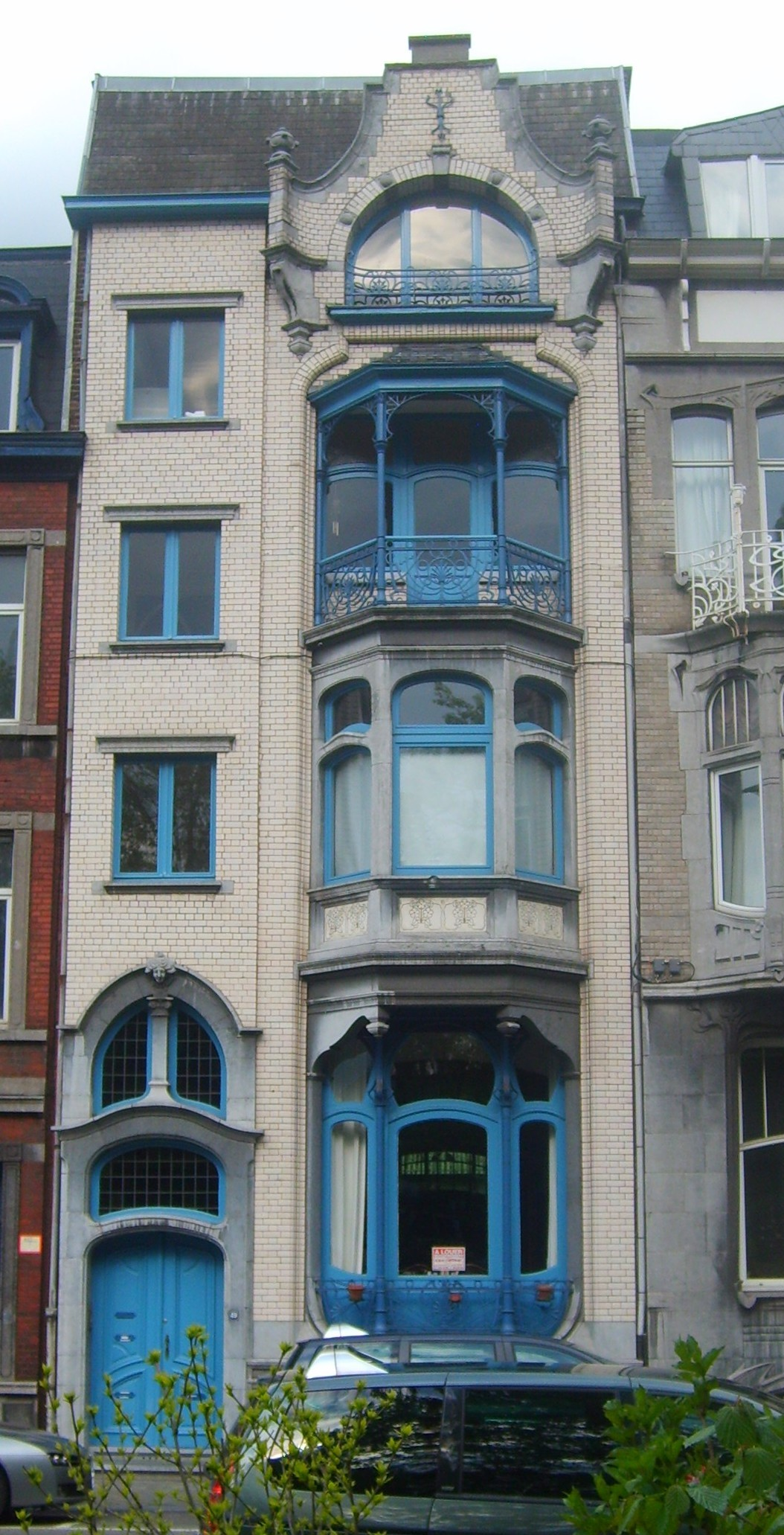
Maison Brasseur-Bodson

### Quartiers Fétinne-Rive droite
- Rue Basse-Wez, nos 258 à 270 (Séquence Prévot)
- Quai Bonaparte no 57
- Rue Cardinal Cardijn no 59
- Rue des Champs no 46
- Boulevard Émile de Laveleye no 41
- Rue de Fétinne nos 112/114a, 156/158 et 160/162
- Rue du Fer no 30
- Rue Frédéric Nyst nos 57, 65, 67 (Séquence Devignée) et 79
- Rue Gaucet no 37
- Rue Joseph Delboeuf no 15
- Rue Lairesse no 37 (Maison Rogister (Rue Lairesse))
- Rue de la Limite nos 2 et 4 (Séquence Prévot)
- Rue de Londres nos 15, 16 et 17
- Avenue du Luxembourg no 3
- Quai Mativa nos 4, 16, 19 et 34 (Maison Pieper)
- Avenue Reine Élisabeth no 31
- Rue Édouard Remouchamps no 9
- Rue Herman Reuleaux nos 25, 27, 39, 62, 64  et 66 (Séquence Devignée)
- Quai du Roi Albert no 32
- Rue de Robermont no 162
- Rue Robertson no 30
- Rue Stappers no 3
- Rue Thone no 6
- Rue des Vennes nos 127 à 137 (Séquence Thuillier)
- Rue Villette nos 1, 5 à 15

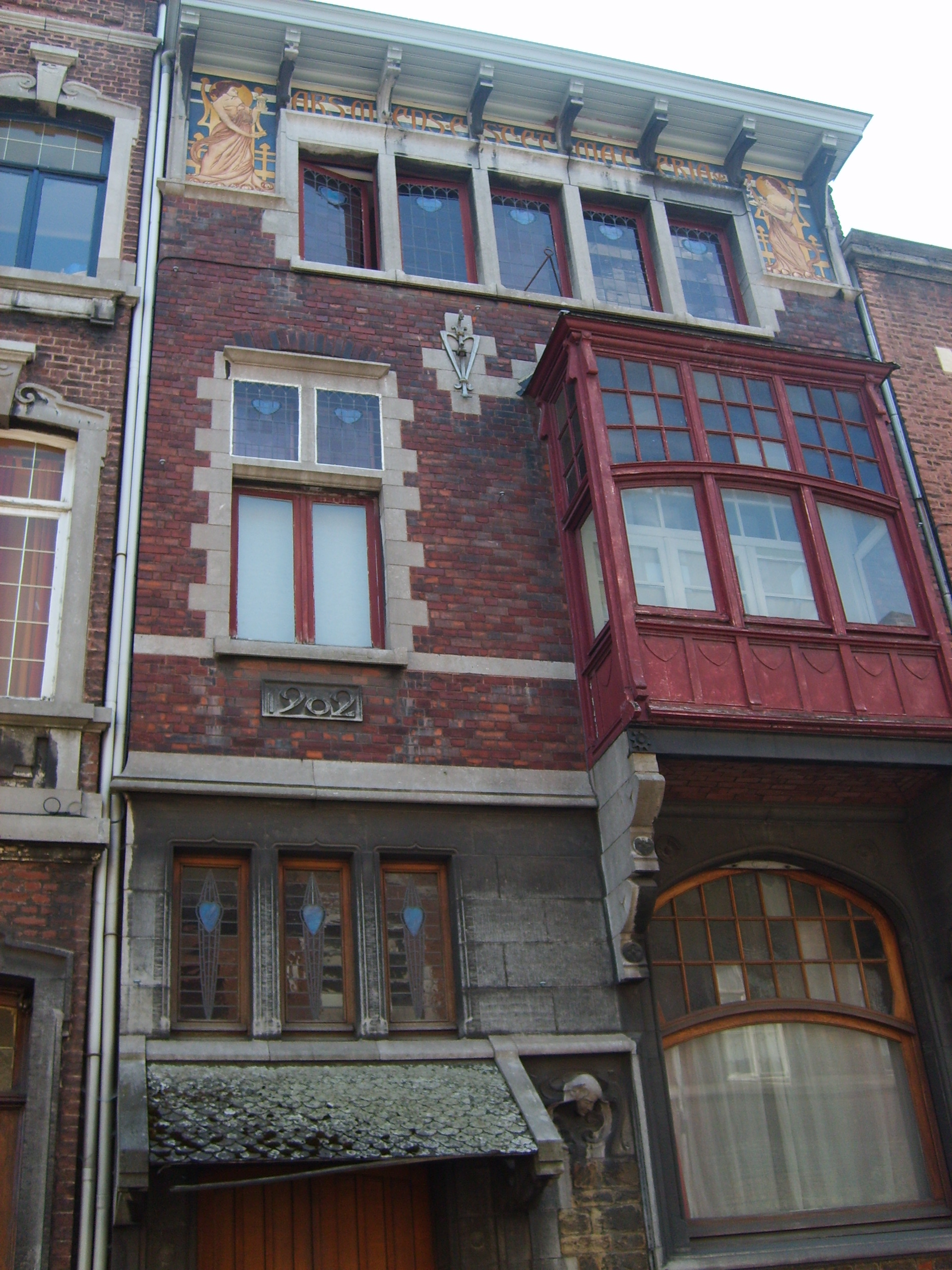
Maison Rogister (rue Lairesse)
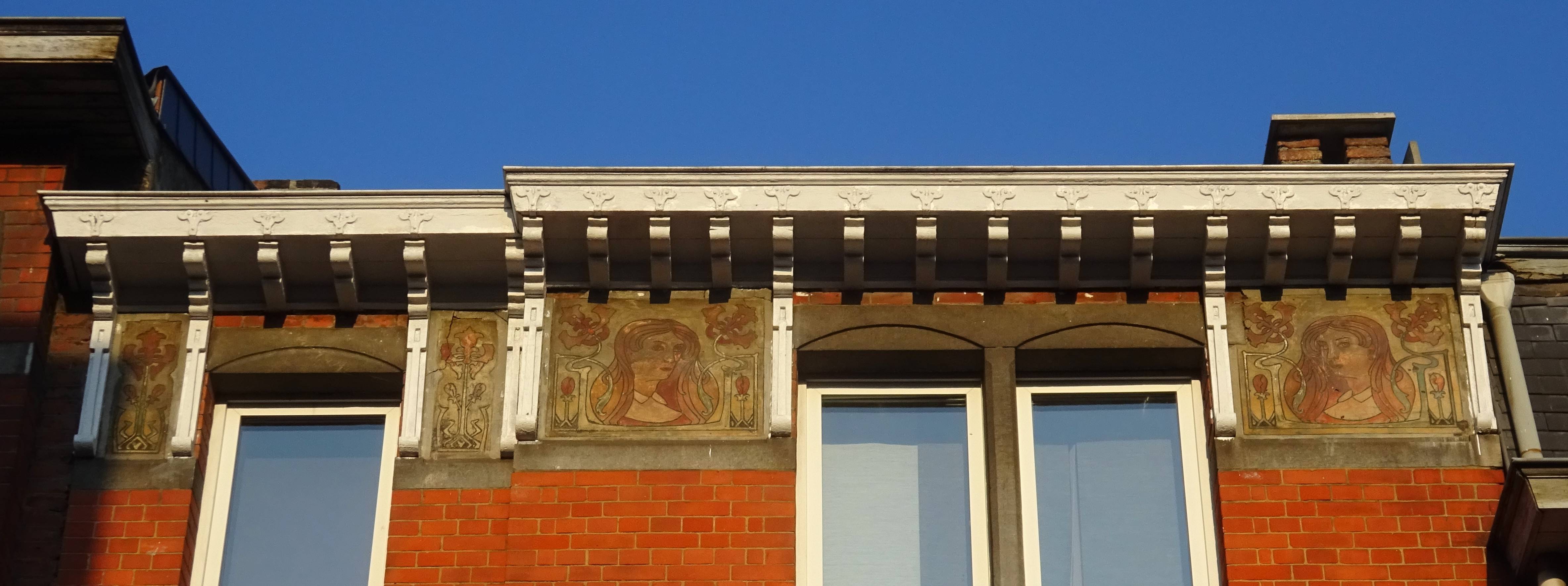
Sgraffites (Séquence Prévot)
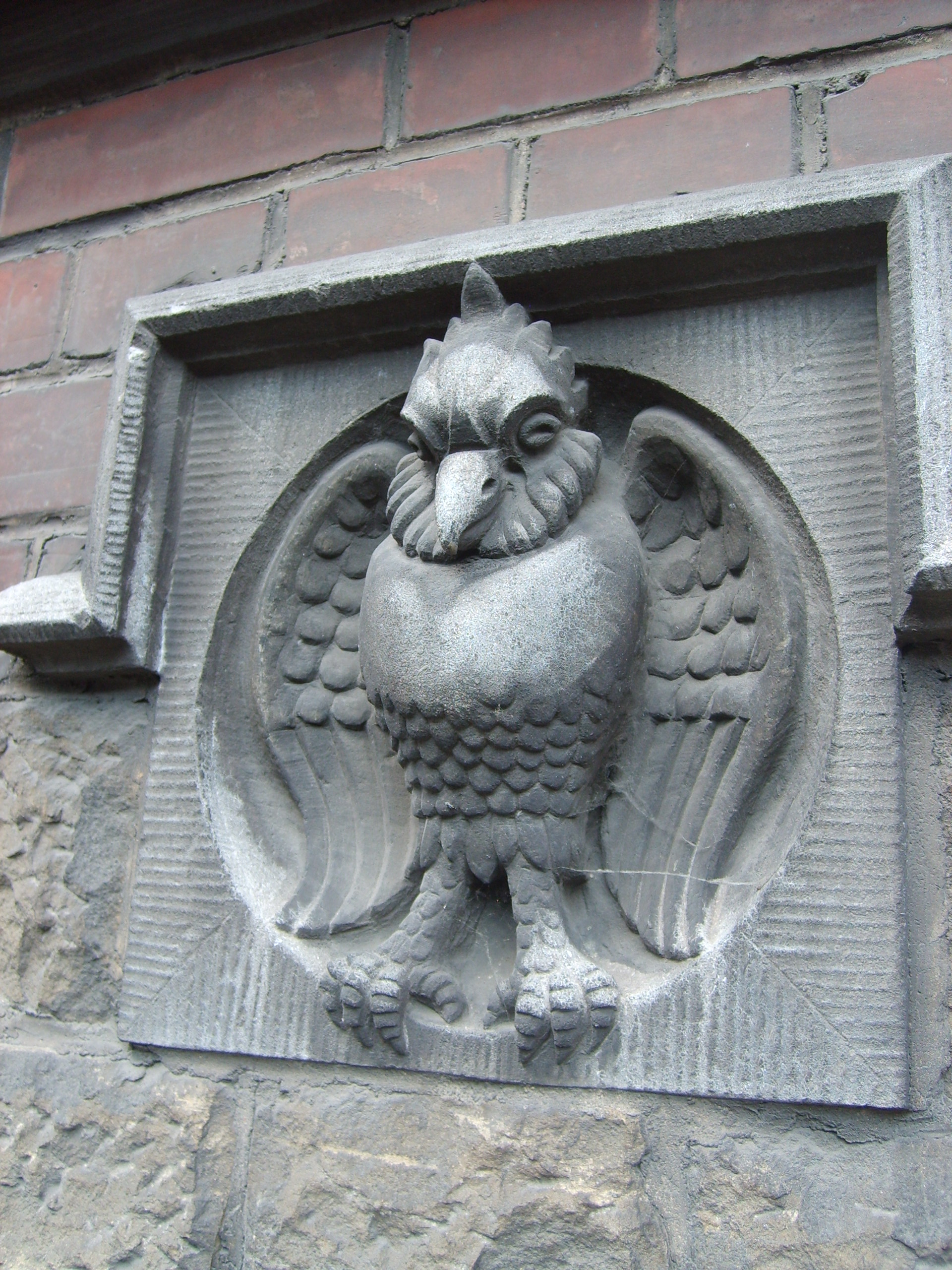
Liège, rue des Vennes, 135 : hibou (séquence Thuillier)
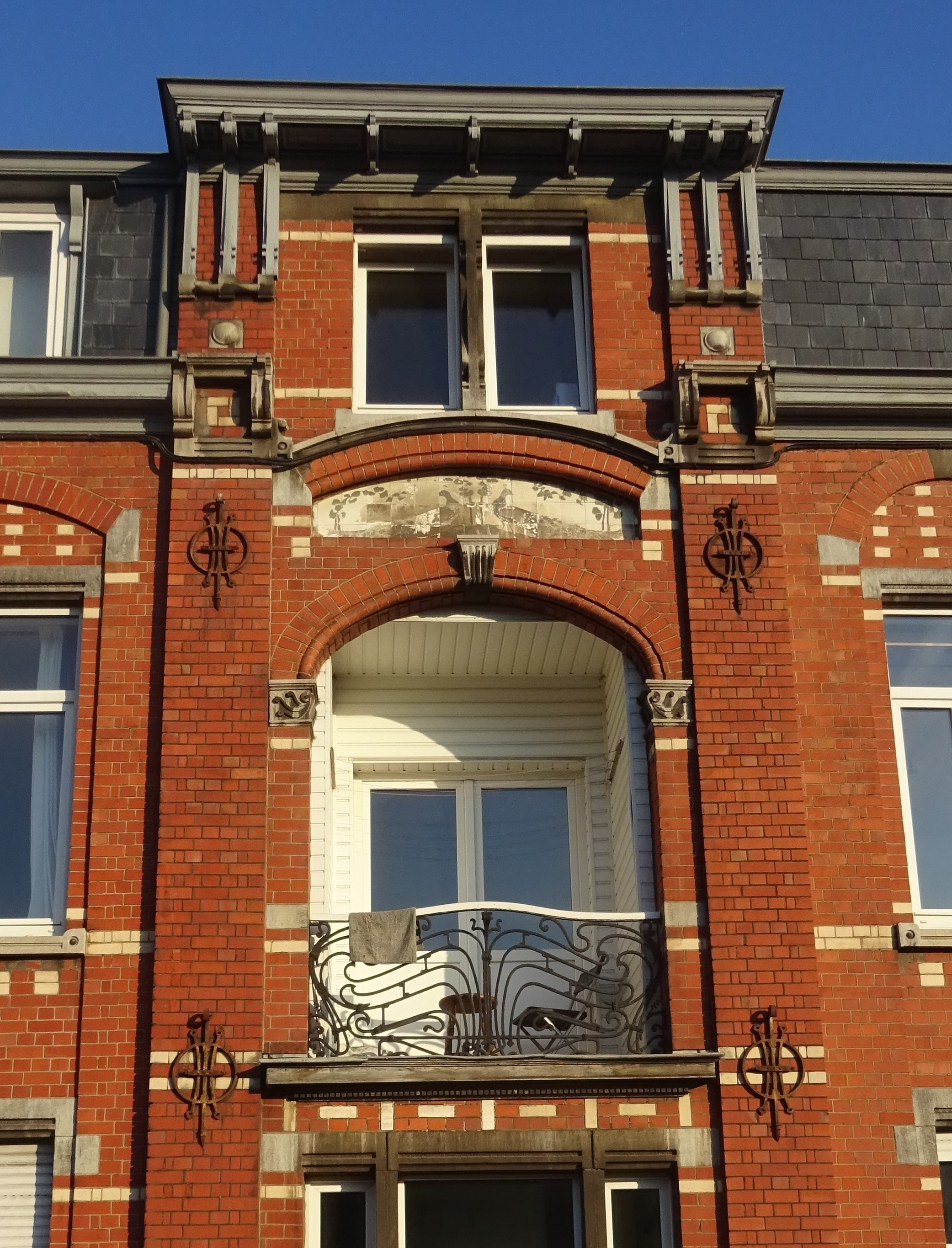
Maison de la séquence Devignée
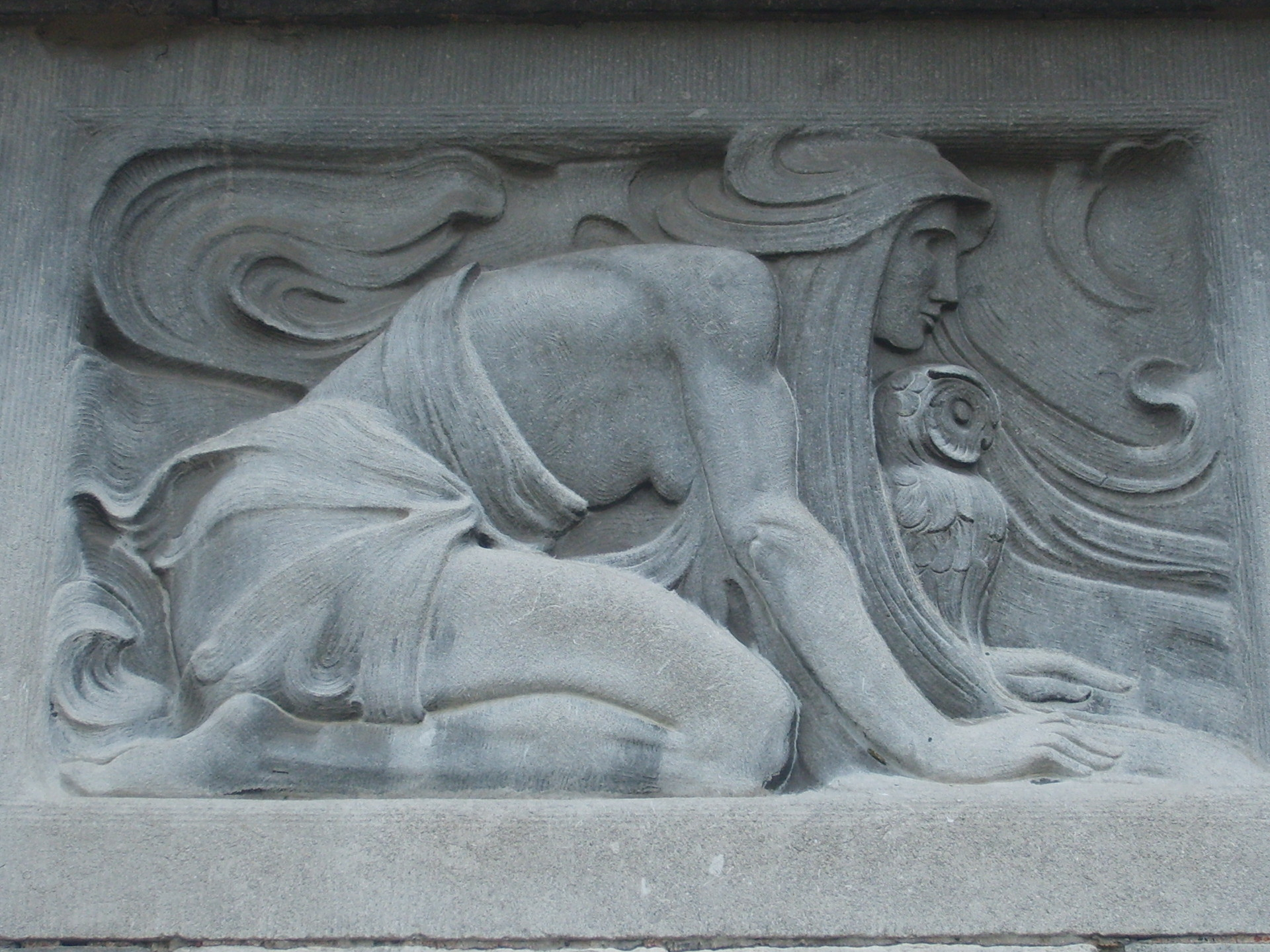
Maison Pieper : sculpture

### Autres quartiers ou sections de la ville de Liège
- Rue de Bois de Breux no 52 à Jupille
- Avenue de Cointe no 2 (Villa l'Aube -  Patrimoine classé) à Cointe
- Rue du Confluent no 62 à Chênée
- Rue du Général de Gaulle no 246 à Bressoux
- Rue de Herve nos 464, 466 et 486 à Grivegnée
- Rue du Moulin no 67 à Bressoux
- Rue de Renory nos 106, 226 à 234 à Kinkempois
- Rue des Trois Rivages no 8 à Wandre

### Agglomération liégeoise
- Rue Montfort no 106 à Ans
- Rue Mathieu Steenebruggen no 4 à Cheratte
- Rue Faurieux no 41 à Herstal
- En Hayeneux no 53 à Herstal
- Rue Ferrer no 14 à Seraing
- Rue Smeets no 2 à Seraing
- Avenue Laboulle no 53 à Tilff
- Avenue Laboulle no 65 à Tilff (Maison Peret)
- Avenue Neef no 58 à Tilff (Villa Baory)
- Avenue de Navagne no 4 à Visé
- Rue du Perron no 4 à Visé

### Bâtiments démolis
- Galeries liégeoises (Paul Jaspar, 1905) à l'angle de la rue Pont d'Avroy et du boulevard d'Avroy[1]
- Salle La Renommée (Paul Jaspar, 1906), rue Laport.
- Ancienne bibliothèque des Chiroux (Lousberg), ancienne rue des Chiroux.
- Rue de Rotterdam no  29 (Paul Jaspar, 1899)

## Les architectes et leurs principales réalisations à Liège

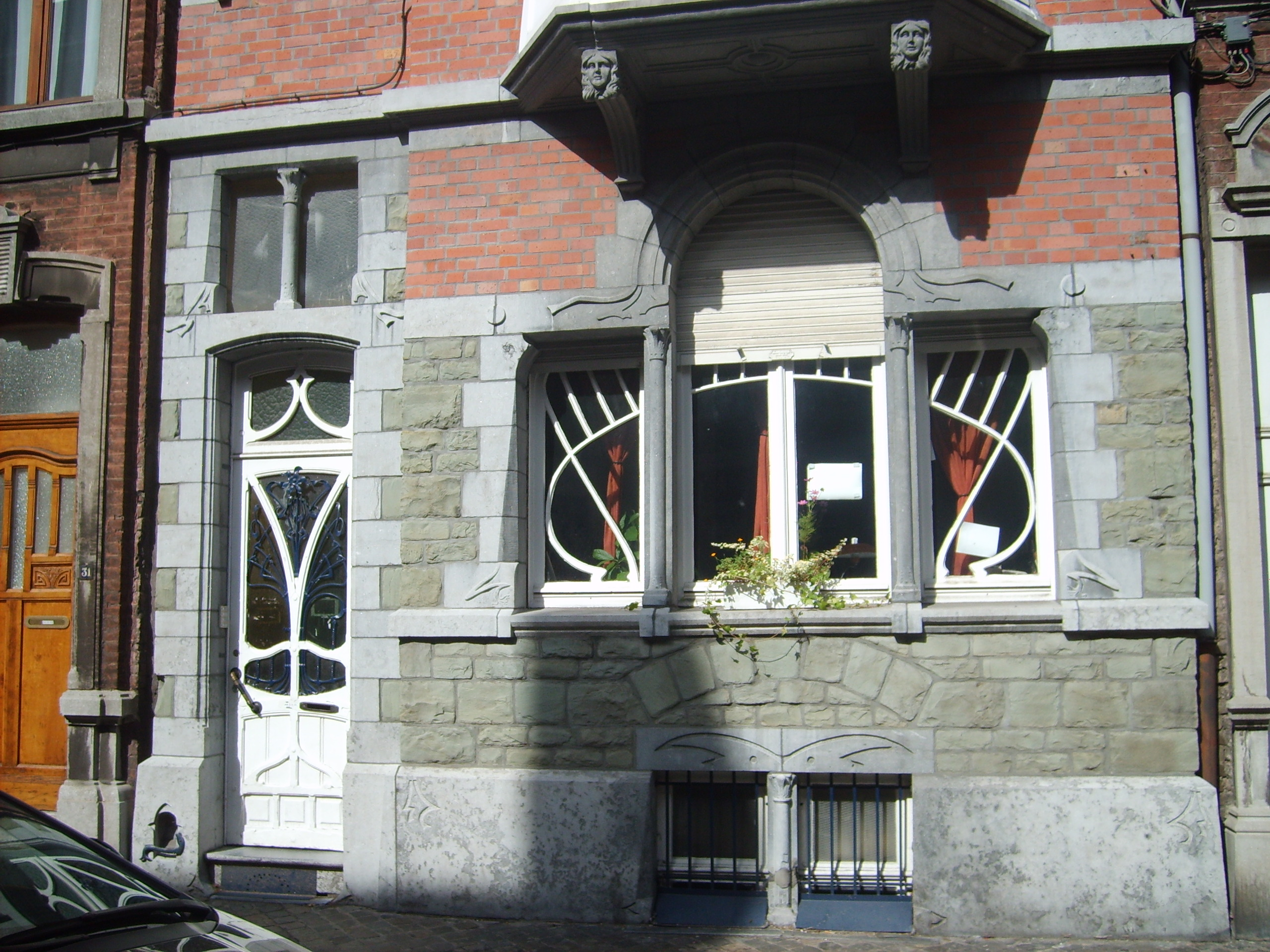
Liège, rue de la Liberté, 33

### Joseph Bottin
- Rue de la Commune no 24
- Place du Congrès no 24
- Rue de l'Enseignement no 10
- Rue Jean d'Outremeuse no 100
- Rue de la Justice no 11 (Maison Demanet, 1903)
- Rue de la Liberté no 33
- Rue du Parc no 55 (Maison Bottin, 1909)
- Rue de la Province no 23

### Paul Comblen

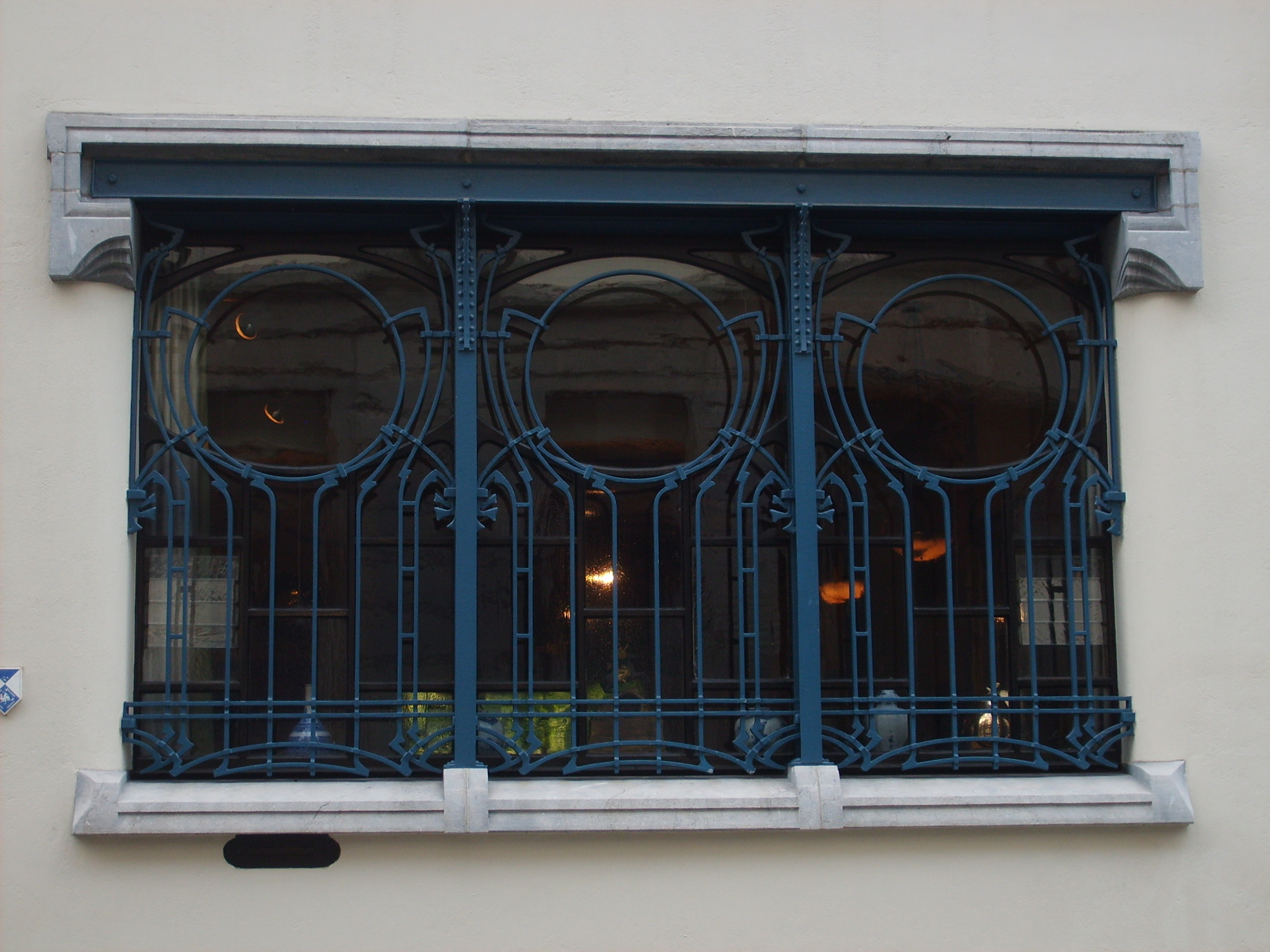
Maison Comblen : ferronnerie

- Rue des Augustins no 33 (Maison Comblen, 1898)

### Joseph Crahay
- Rue Étienne Soubre no 29, 31 et 33 (Séquence Crahay)
- Rue du Parc no  51
- Rue de la Commune no 30 (Maison Steenebruggen)
- Rue de la Province no 6

### A. Denoël

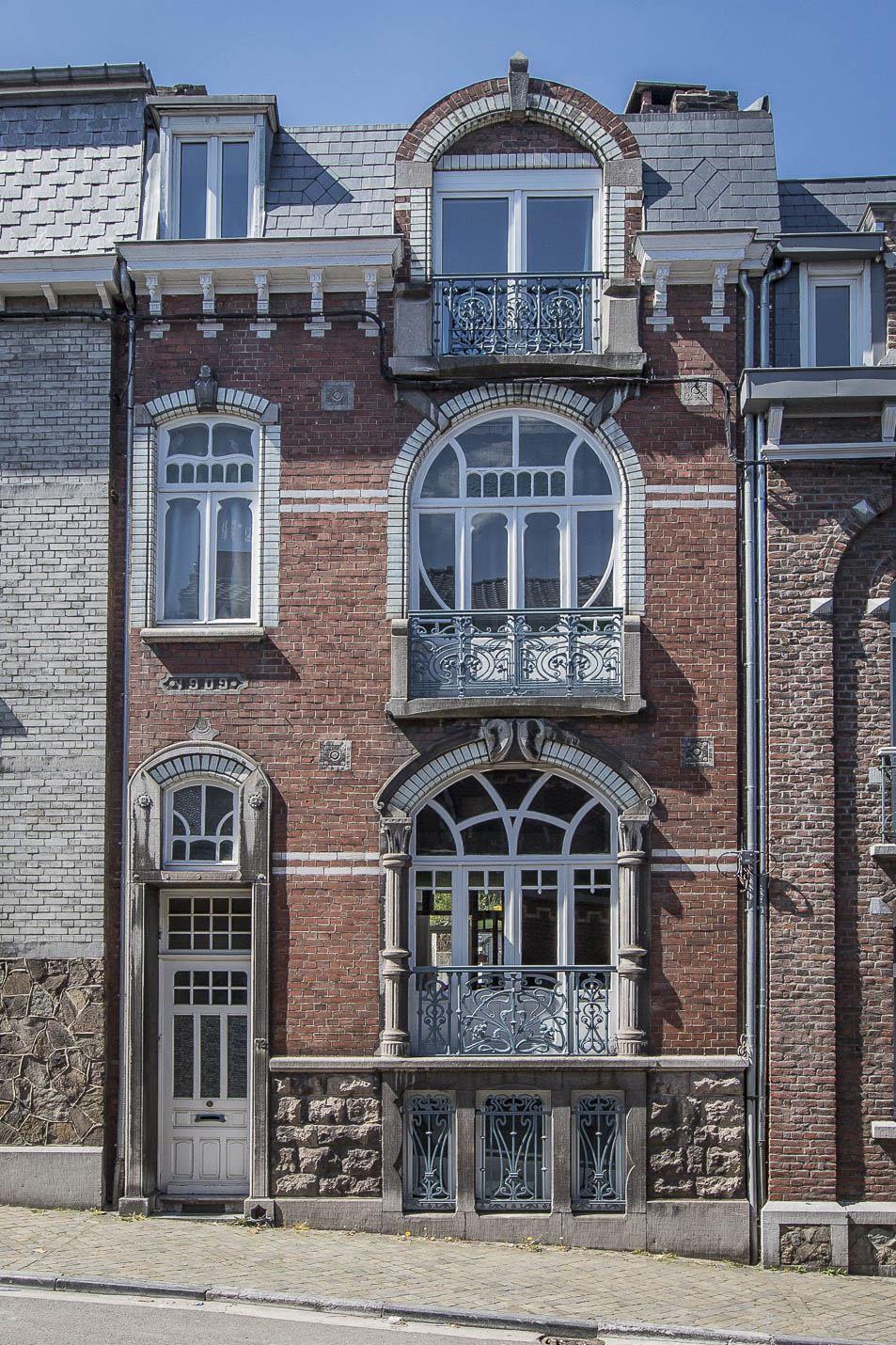
Façade détaillée rue Henri Maus, 72. Architecte A. Denoël

- Rue Henri Maus no 72, 1908)

### Maurice Devignée
- Rue Saint-Julien no 8 (Maison Platteau, 1905)
- Avenue Émile Digneffe no 22 (Maison Dubois) et 29
- Rue Gaucet no 37 (céramiques)
- Rue Grandgagnage no 12 (Hôtel Verlaine, 1910) et 16/18 (sgraffite anc. fabrique d'armes Sévart)
- Rue Reuleaux, no  39
- Rue Reuleaux, nos 62, 64 et 66 et rue Frédéric Nyst nos 65 et 67 (Séquence Devignée)
- Montagne Sainte-Walburge, no 34 et 36 (Maisons Thiriart, 1911)
- Quai du Roi Albert no  32

### Paul Jaspar
- Rue César Franck no 28

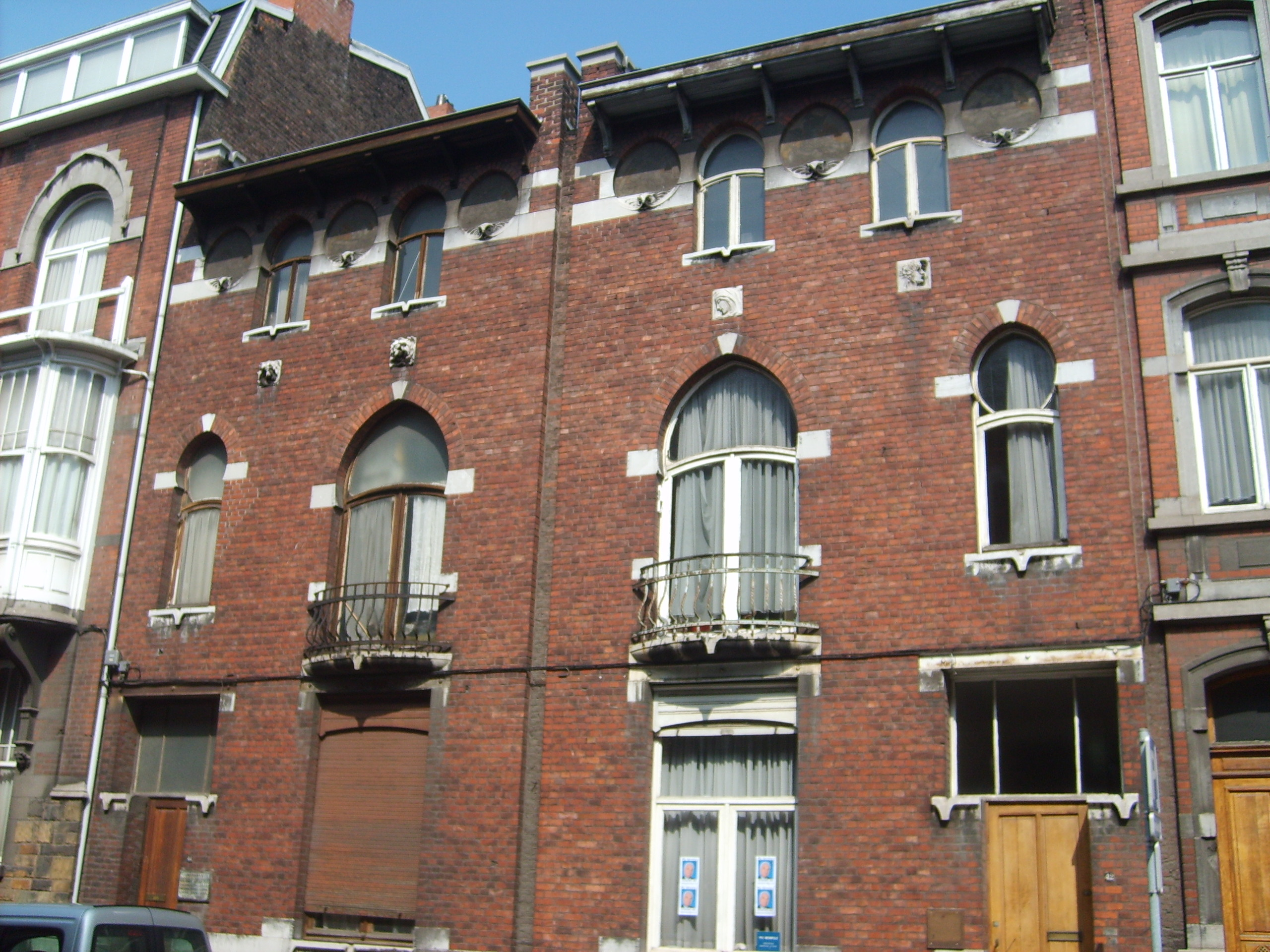
Maison Jaspar, rue du Vieux Mayeur, 42/44

- Quai Édouard van Beneden no 6 (Maison Charles Magnette, 1897)
- Rue du Jardin botanique no 34 (Maison du docteur Janssens-Lycops , 1907)
- Rue Lambert-le-Bègue no 13/15 (Maison Bénard, 1895)
- Rue de Rotterdam no 31 (Maison Michel, 1899) et 38 (1897)
- Rue de Sélys no 27
- Rue Sohet no 13 (Maison Questienne, 1891)
- Rue du Vieux Mayeur no 38 (Maison Van der Schrick, 1906) et 42/44 ( Maison Jaspar )

### Jules Micha
- Rue des Anges no 3
- Place du Général Leman no 37
- Rue de Sélys no 25

### Joseph Nusbaum

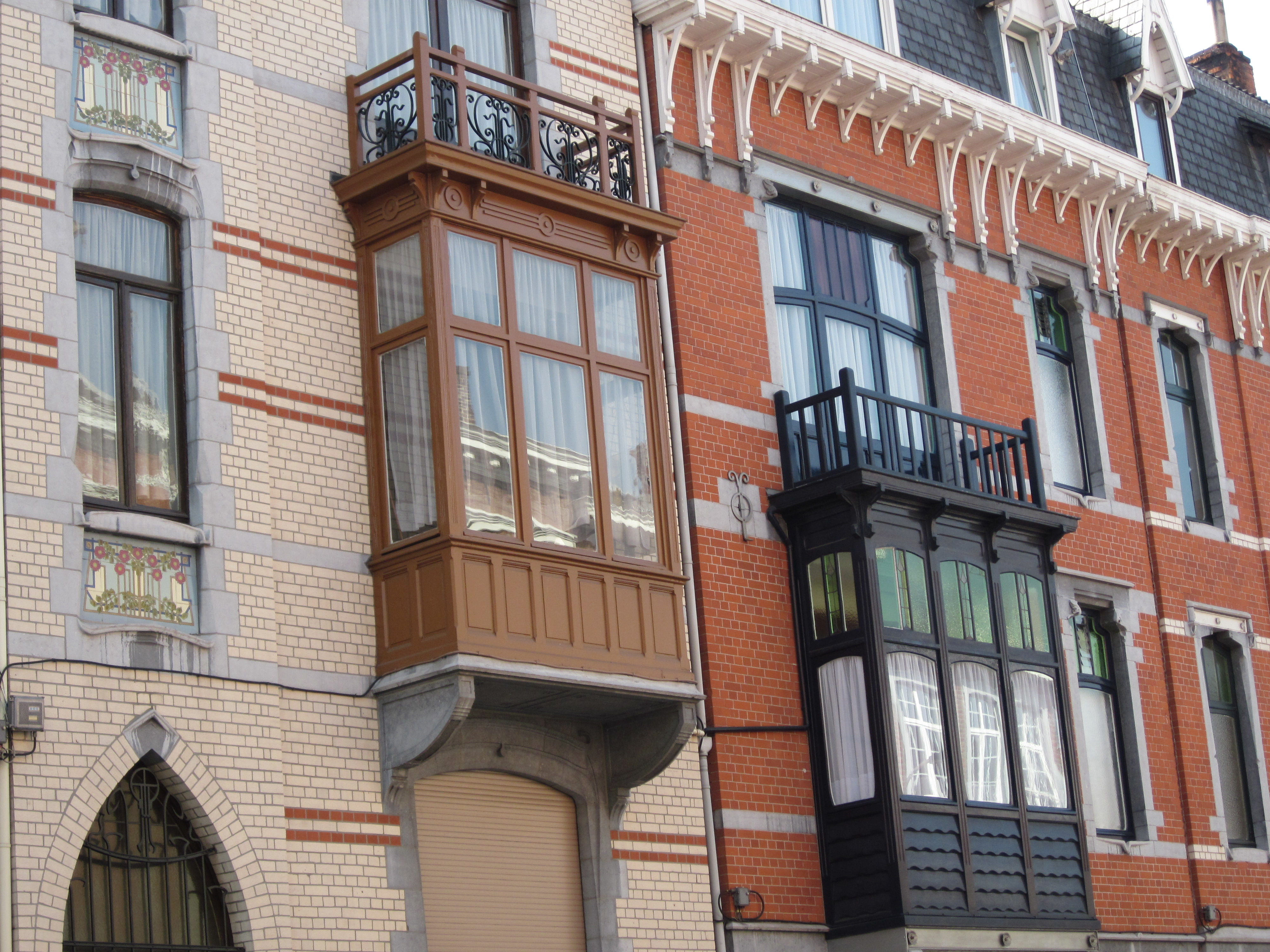
Rue du Vieux Mayeur, 51 et 53, séquence Nusbaum

- Rue Ambiorix no  7, 9 et 11 (Maisons Dacier)
- Avenue Émile Digneffe no 33, 45 et 47
- Rue Henri Maus no 44 et 167 (Maison Demblon)
- Rue Léon Mignon no 11 à 27 (Séquence Nusbaum) (1)
- Rue du Vieux Mayeur no 51 à 55 (Séquence Nusbaum) (2)

### Clément Pirnay
- Rue Dartois no 44 (Maison Pirnay) (1907/1911)
- Rue Dartois no 42 (Maison Bacot ou Gentry): façade en sgraffites (1922)

### Victor Rogister
- Rue de l'Enclos nos 13 et 15, 1897
- Rue Édouard Wacken no 3, 1900
- Rue Saint-Gilles no 100 (Maison Magis, 1902)

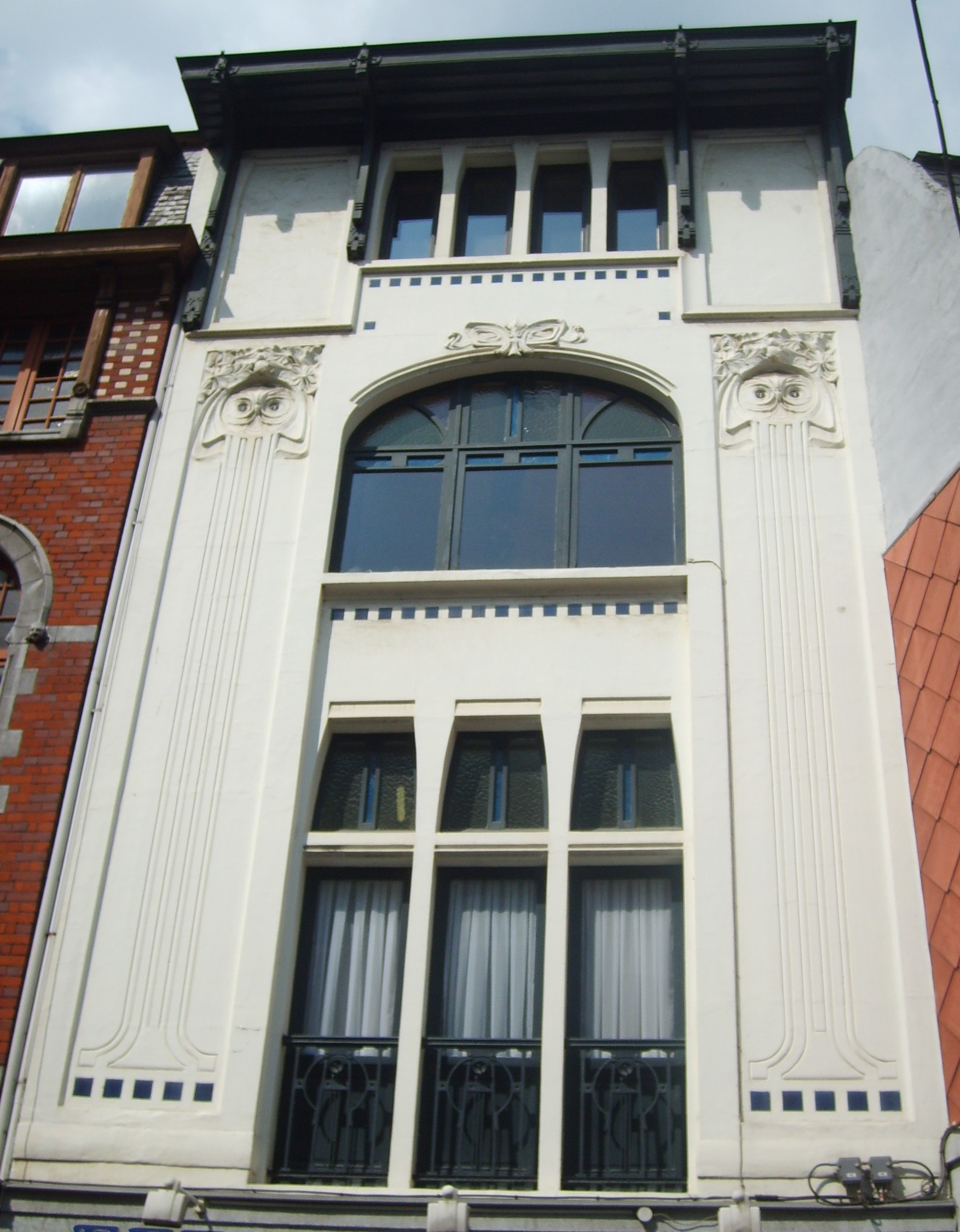
Façade de la Maison Lapaille

- Rue Lairesse no 37 (Maison Rogister (Rue Lairesse), 1902)
- Rue du Jardin botanique no 39 (Maison Jules Alexandre, 1902)
- Rue du Laveu no 28 (Maison Moonen, ancien café l'Escapade, 1903)
- Rue de Sélys no 17 (Maison Piot ou des Francs-Maçons, 1904)
- Place du Congrès no 19 (Maison Counet, 1905)
- Rue Henri Maus no 56/58 (Maisons Joachims, 1903/1904)
- Rue Saint-Séverin no 26 (Maison Lapaille , 1906) et 28
- Rue du Parlement nos 2 et 6/8 (Maison aux Aztèques), 1906
- Jonruelle no 1 et Rue Vivegnis no 2 (Maison Germeau, 1906)
- Rue Ramoux no 29 (Maison Rogister (Rue Ramoux), 1907)
- Rue Ernest de Bavière no 19 (Maison Defeld, 1907)
- Quai Mativa no 34 (Maison Pieper, 1908)
- Rue Henri Blès no 5 (Maison Velu, 1911)

### Gustave Serrurier-Bovy
- Avenue de Cointe no 2 (Villa l'Aube, 1903)

### Hubert Thuillier
- Rue des Vennes no 127 à 137 (Séquence Thuillier)

## Sgraffites
En mai 2015, la ville de Liège publie un Répertoire des sgraffites de Liège décrivant 79 façades de maisons situées sur le territoire de la ville comprenant chacune un ou plusieurs sgraffites ,. Ces sgraffites se trouvent en façade d'immeubles de style Art nouveau mais aussi de styles éclectique ou autres.
| Rue                                                    | Quartier           | Architecte            | Géolocalisation                   | Image |
| ------------------------------------------------------ | ------------------ | --------------------- | --------------------------------- | ----- |
| Rue de l'Académie no 13-15 (façade rue Agimont)        | Sainte-Marguerite  | Joseph Nusbaum        | 50° 38′ 47″ N, 5° 34′ 04,81″ E    |       |
| Rue de l'Académie no 17                                | Sainte-Marguerite  | E. Navarre (?)        | 50° 38′ 47,11″ N, 5° 34′ 04,33″ E |       |
| Rue Ambiorix no 51                                     | Laveu              | ?                     | 50° 37′ 49,81″ N, 5° 33′ 34,39″ E |       |
| Rue des Augustins no 33 (Maison Comblen)               | Avroy              | Paul Comblen          | 50° 38′ 07,53″ N, 5° 33′ 56,06″ E |       |
| Boulevard d'Avroy no 274                               | Avroy              | Arthur Snyers         | 50° 37′ 49,87″ N, 5° 34′ 05,43″ E |       |
| Rue Basse-Wez no 258 (Séquence Prévot)                 | Amercœur           | J. Prévot             | 50° 37′ 50,8″ N, 5° 35′ 17,35″ E  |       |
| Rue Basse-Wez no 260 (Séquence Prévot)                 | Amercœur           | J. Prévot ?           | 50° 37′ 50,64″ N, 5° 35′ 17,37″ E |       |
| Rue Basse-Wez no 266 (Séquence Prévot)                 | Amercœur           | J. Prévot             | 50° 37′ 50,11″ N, 5° 35′ 17,43″ E |       |
| Rue Bois-l'Évêque no 10                                | Cointe             | ?                     | 50° 37′ 44,38″ N, 5° 33′ 39,71″ E |       |
| Quai de la Boverie no 36                               | Longdoz            | Paul Jaspar           | 50° 38′ 02,22″ N, 5° 34′ 35,95″ E |       |
| Rue de Campine no 48                                   | Sainte-Walburge    | ?                     | 50° 38′ 56,38″ N, 5° 33′ 59,08″ E |       |
| Rue de Campine no 155                                  | Sainte-Walburge    | ?                     | 50° 39′ 06,61″ N, 5° 34′ 05,1″ E  |       |
| Rue de Campine no 277                                  | Sainte-Walburge    | ?                     | 50° 39′ 16,5″ N, 5° 33′ 55,66″ E  |       |
| Rue de la Cathédrale no 54                             | Quartier latin     | ?                     | 50° 38′ 34,49″ N, 5° 34′ 31,5″ E  |       |
| Rue César Franck no 22                                 | Saint-Gilles       | Paul Jaspar           | 50° 38′ 16,93″ N, 5° 33′ 38,45″ E |       |
| Boulevard de la Constitution no 30                     | Outremeuse         | ?                     | 50° 38′ 34,49″ N, 5° 35′ 01,4″ E  |       |
| Rue Dartois no 42 (Maison Bacot)                       | Guillemins         | Clément Pirnay        | 50° 37′ 39,13″ N, 5° 33′ 58,81″ E |       |
| Rue de Chestret no 20                                  | Guillemins         | ?                     | 50° 37′ 46,71″ N, 5° 33′ 50,67″ E |       |
| Rue de l'Enclos no 13                                  | Saint-Léonard      | Victor Rogister       | 50° 39′ 01,89″ N, 5° 35′ 09,99″ E |       |
| Rue Ernest de Bavière no 17 (imprimerie Lambotte)      | Outremeuse         | Maurice Devignée      | 50° 38′ 31,82″ N, 5° 35′ 00,85″ E |       |
| Rue Ernest de Bavière no 18                            | Outremeuse         | ?                     | 50° 38′ 31,73″ N, 5° 35′ 01,15″ E |       |
| Rue Étienne Soubre no 26                               | Saint-Gilles       | ?                     | 50° 38′ 17,82″ N, 5° 33′ 33,49″ E |       |
| Rue Étienne Soubre no 29                               | Saint-Gilles       | Joseph Crahay         | 50° 38′ 17,1″ N, 5° 33′ 33,1″ E   |       |
| Rue de Fétinne no 112                                  | Fétinne            | ?                     | 50° 37′ 27,51″ N, 5° 34′ 58,32″ E |       |
| Rue de Fétinne no 114A                                 | Fétinne            | ?                     | 50° 37′ 27,29″ N, 5° 34′ 58,41″ E |       |
| Rue de Fétinne no 156                                  | Fétinne            | ?                     | 50° 37′ 26,17″ N, 5° 34′ 58,85″ E |       |
| Rue de Fétinne no 158                                  | Fétinne            | ?                     | 50° 37′ 25,98″ N, 5° 34′ 58,9″ E  |       |
| Rue de Fétinne no 160                                  | Fétinne            | ?                     | 50° 37′ 25,81″ N, 5° 34′ 59,03″ E |       |
| Rue de Fétinne no 162                                  | Fétinne            | ?                     | 50° 37′ 25,66″ N, 5° 34′ 59,07″ E |       |
| Rue du Général de Gaulle no 246                        | Bressoux           | ?                     | 50° 38′ 34,7″ N, 5° 35′ 56,43″ E  |       |
| Rue Grandgagnage no 16-18 (Fabrique d'armes Sévart)    | Saint-Gilles       | Maurice Devignée      | 50° 38′ 18,5″ N, 5° 33′ 43,87″ E  |       |
| Rue Grétry no 143                                      | Longdoz            | ?                     | 50° 37′ 58,87″ N, 5° 35′ 00,65″ E |       |
| Rue Henri Maus no 56 (Maisons Joachims)                | Laveu              | Victor Rogister       | 50° 38′ 00,34″ N, 5° 33′ 24,38″ E |       |
| Rue de Hesbaye no 205                                  | Naimette-Xhovémont | Henri Joassart        | 50° 38′ 59,55″ N, 5° 32′ 57,74″ E |       |
| Rue de Hesbaye no 207                                  | Naimette-Xhovémont | Henri Joassart        | 50° 38′ 59,58″ N, 5° 32′ 57,49″ E |       |
| Rue Hocheporte no 88                                   | Naimette-Xhovémont | Joseph Nusbaum        | 50° 38′ 53,93″ N, 5° 33′ 51,71″ E |       |
| Rue Hullos no 101                                      | Saint-Laurent      | ?                     | 50° 38′ 34,78″ N, 5° 33′ 27,48″ E |       |
| Rue du Jardin botanique no 39 (Maison Jules Alexandre) | Avroy              | Victor Rogister       | 50° 38′ 03,53″ N, 5° 33′ 53,9″ E  |       |
| Rue Jean d'Outremeuse no 84                            | Outremeuse         | ?                     | 50° 38′ 28,41″ N, 5° 35′ 12,43″ E |       |
| Rue Lairesse no 37 (Maison Rogister                    | Longdoz            | Victor Rogister       | 50° 38′ 08″ N, 5° 35′ 10,1″ E     |       |
| Rue Lamarche no 3                                      | Bressoux           | ?                     | 50° 38′ 16,37″ N, 5° 35′ 53″ E    |       |
| Rue Laurent de Koninck no 21                           | Laveu              | ?                     | 50° 38′ 02,64″ N, 5° 33′ 27,5″ E  |       |
| Rue du Laveu no 28 (Maison Moonen)                     | Laveu              | Victor Rogister       | 50° 37′ 53,64″ N, 5° 33′ 25,51″ E |       |
| Rue Léon Mignon no 9                                   | Saint-Laurent      | ?                     | 50° 38′ 44,13″ N, 5° 34′ 02,89″ E |       |
| Rue Léon Mignon no 11 (séquence Nusbaum)               | Saint-Laurent      | Joseph Nusbaum        | 50° 38′ 44,09″ N, 5° 34′ 02,54″ E |       |
| Rue Léon Mignon no 15 (séquence Nusbaum)               | Saint-Laurent      | Joseph Nusbaum        | 50° 38′ 44,03″ N, 5° 34′ 01,97″ E |       |
| Rue Léon Mignon no 17 (séquence Nusbaum)               | Saint-Laurent      | Joseph Nusbaum        | 50° 38′ 43,98″ N, 5° 34′ 01,58″ E |       |
| Rue de la Liberté no 6                                 | Outremeuse         | ?                     | 50° 38′ 24,17″ N, 5° 35′ 07,38″ E |       |
| Rue Libotte no 8                                       | Longdoz            | ?                     | 50° 38′ 08,14″ N, 5° 34′ 47,58″ E |       |
| Rue de Londres no 14                                   | Vennes             | ?                     | 50° 37′ 22,65″ N, 5° 35′ 15,18″ E |       |
| Rue Lonhienne no 17                                    | Saint-Gilles       | ?                     | 50° 38′ 30″ N, 5° 33′ 54,32″ E    |       |
| Rue Mandeville no 56                                   | Cointe             | ?                     | 50° 37′ 21,48″ N, 5° 34′ 04,77″ E |       |
| Rue Marcel Thiry no 26                                 | Cointe             | ?                     | 50° 37′ 10,99″ N, 5° 34′ 17,33″ E |       |
| Quai Mativa no 19                                      | Vennes             | ?                     | 50° 37′ 39,31″ N, 5° 34′ 46,47″ E |       |
| Quai Mativa no 31                                      | Vennes             | ?                     | 50° 37′ 35,01″ N, 5° 34′ 47,4″ E  |       |
| Rue du Moulin no 268                                   | Bressoux           | ?                     | 50° 38′ 34,56″ N, 5° 36′ 10,67″ E |       |
| Rue du Mouton Blanc no 21                              | Quartier latin     | ?                     | 50° 38′ 28,24″ N, 5° 34′ 14,26″ E |       |
| Rue du Parc no 49 (Maison Brasseur-Bodson)             | Longdoz            | Gustave Charlier      | 50° 37′ 51,02″ N, 5° 34′ 34″ E    |       |
| Rue du Parlement no 6-8 (Maison aux Aztèques)          | Outremeuse         | Victor Rogister       | 50° 38′ 28,78″ N, 5° 35′ 16,71″ E |       |
| Rue Pont d'Avroy no 9                                  | Quartier latin     | ?                     | 50° 38′ 26,39″ N, 5° 34′ 13,52″ E |       |
| Rue Ramoux no 24                                       | Saint-Gilles       | ?                     | 50° 38′ 06,02″ N, 5° 33′ 23,78″ E |       |
| Rue de Renory no 226                                   | Kinkempois         | ?                     | 50° 36′ 35,32″ N, 5° 34′ 27,63″ E |       |
| Rue de Renory no 228                                   | Kinkempois         | ?                     | 50° 36′ 35,23″ N, 5° 34′ 27,33″ E |       |
| Rue de Renory no 234                                   | Kinkempois         | ?                     | 50° 36′ 35,23″ N, 5° 34′ 27,33″ E |       |
| Rue Saint-Éloi no 4 (Maison Corombelle)                | Outremeuse         | F. Herzé et A. Pliers | 50° 38′ 31,73″ N, 5° 34′ 48,65″ E |       |
| Rue Saint-Gilles no 100 (Maison Magis)                 | Saint-Gilles       | Victor Rogister       | 50° 38′ 18,68″ N, 5° 33′ 51,2″ E  |       |
| Rue Saint-Nicolas no 47                                | Burenville         | ?                     | 50° 38′ 01,3″ N, 5° 32′ 46,63″ E  |       |
| Rue Saint-Séverin no 26 (Maison Lapaille)              | Saint-Laurent      | Victor Rogister       | 50° 38′ 43,55″ N, 5° 34′ 02,08″ E |       |
| Boulevard de la Sauvenière no 149                      | Quartier latin     | Paul Jaspar           | 50° 38′ 26,03″ N, 5° 34′ 07,71″ E |       |
| Chaussée de Tongres no 365                             | Rocourt            | ?                     | 50° 40′ 29,4″ N, 5° 32′ 47,4″ E   |       |
| Quai Van Beneden no 6 (Maison Charles Magnette)        | Outremeuse         | Paul Jaspar           | 50° 38′ 26,04″ N, 5° 34′ 44,22″ E |       |
| Rue du Vertbois no 15                                  | Quartier latin     | ?                     | 50° 38′ 15,73″ N, 5° 34′ 18,31″ E |       |
| Rue du Vieux Mayeur no 42                              | Guillemins         | Paul Jaspar           | 50° 37′ 15,58″ N, 5° 34′ 29,55″ E |       |
| Rue du Vieux Mayeur no 43                              | Guillemins         | Paul Cauchie          | 50° 37′ 15,22″ N, 5° 34′ 29,14″ E |       |
| Rue du Vieux Mayeur no 44 (Maison Jaspar)              | Guillemins         | Paul Jaspar           | 50° 37′ 15,65″ N, 5° 34′ 29,19″ E |       |
| Rue du Vieux Mayeur no 50                              | Guillemins         | Arthur Snyers         | 50° 37′ 15,66″ N, 5° 34′ 28,2″ E  |       |
| Rue Villette no 15                                     | Longdoz            | ?                     | 50° 38′ 10,74″ N, 5° 34′ 57,89″ E |       |
| Rue Vivegnis no 213                                    | Saint-Léonard      | Joseph Bottin         | 50° 39′ 07,29″ N, 5° 35′ 23,34″ E |       |
| Rue Wazon no 64                                        | Saint-Gilles       | ?                     | 50° 38′ 17,23″ N, 5° 33′ 30,39″ E |       |

#### Sources
- « Inventaire du patrimoine culturel immobilier wallon », sur spw.wallonie.be (consulté le 6 février 2018)
- Chronique wallonne : L'architecture Art nouveau à Liège

#### Autres
- « Route européenne de l′Art nouveau : Liège », sur www.artnouveau.eu (consulté le 23 février 2016)
- « Site du spw.wallonie.be », sur spw.wallonie.be (consulté le 6 février 2018)